# Episodi di Higurashi no naku koro ni
La prima serie dell'anime, prodotta dallo Studio Deen e diretta da Chiaki Kon, copre i quattro question arc e i primi due answer arc. Composta da ventisei episodi ed intitolata Higurashi no naku koro ni, è stata trasmessa in Giappone tra il 4 aprile e il 26 settembre 2006. La maggior parte dei personaggi è stata doppiata dagli stessi seiyū incaricati per i Drama-CD. La serie è stata resa disponibile in DVD in Giappone, Francia e America del Nord (in questi ultimi due paesi sotto autorizzazione della Geneon Entertainment). Tuttavia nel settembre 2007, la divisione degli Stati Uniti d'America di Geneon ha annunciato che avrebbe interrotto tutti i progetti anime in corso, incluso Higurashi, dal 6 novembre 2007. Dal titolo When They Cry: Higurashi, sono stati dunque pubblicati solo tre, dei pianificati sei, DVD di Higurashi.
Il 3 luglio 2008 Geneon e Funimation Entertainment hanno annunciato un accordo per distribuire alcuni titoli nell'America del Nord. Mentre Geneon ha conservato ancora la licenza, Funimation ha assunto dei diritti esclusivi per produrre, introdurre sul mercato, vendere e distribuire tali titoli, tra i quali anche Higurashi. Funimation ha pubblicato un box set completo della serie nell'agosto 2009. Tuttavia nell'agosto 2011 i diritti sono stati fatti scadere a causa delle scarse vendite. In Italia la serie è stata pubblicata in versione sottotitolata su Netflix il 31 luglio 2019 con il titolo statunitense When They Cry.
I giapponesi, che hanno comprato tutti i nove DVD della prima stagione, hanno avuto la possibilità di ricevere uno speciale DVD anime intitolato Higurashi no naku koro ni Gaiden Nekogoroshi-hen, basato sulla breve storia che era stata data a coloro che avevano comprato il manga. Nonostante fosse un bonus per la prima stagione (e avesse le stesse sigle d'apertura e chiusura di quest'ultima), Nekogoroshi-hen è stato caratterizzato dall'aggiornato stile di animazione visto nella seconda serie.
Un seguito della serie, composto da ventiquattro episodi e basato sul nuovo arco narrativo e sui due originali answer arc finali, è stato trasmesso in Giappone con il titolo Higurashi no naku koro ni kai tra il 6 luglio e il 17 dicembre 2007 ed è stato caratterizzato da un nuovo character design. A causa di un omicidio effettuato con la stessa arma utilizzata dal personaggio Rena, la trasmissione è stata interrotta da diverse stazioni televisive giapponesi. Tuttavia in seguito il programma è stato ripreso normalmente con le immagini nella sigla iniziale censurate.
Una serie OAV di cinque episodi, intitolata Higurashi no naku koro ni rei e diretta da Toshifumi Kawase, è stata pubblicata dal 25 febbraio 2009.
La trasmissione della serie OAV è iniziata in esclusiva nel Bandai Channel prima della pubblicazione del DVD. L'OAV contiene tre archi narrativi: Hajisarashi-hen, in un episodio, Saikoroshi-hen, in tre episodi, e Hirukowashi-hen, nell'ultimo episodio. Hajisarashi-hen era originariamente una light novel inclusa nell'edizione limitata del gioco per PlayStation 2 Higurashi no naku koro ni matsuri, e ha preso il posto di Batsukoishi-hen.
Frontier Works ha annunciato un'altra serie OAV, dal titolo Higurashi no naku koro ni kira, nel marzo 2011, che celebra il decimo anniversario di Higurashi no naku koro ni.
Un ulteriore OAV intitolato Higurashi no naku koro ni kaku: Outbreak è stato annunciato nel dicembre 2012 ed è stato pubblicato il 15 agosto 2013.
Il 6 gennaio 2020 viene annunciata una nuova serie televisiva anime, prodotta dallo studio Passione. Il 20 marzo dello stesso anno viene confermata la trasmissione della serie a partire da luglio. Il 21 maggio successivo viene però comunicato che la serie è stata posticipata da luglio a data da destinarsi. Il 20 agosto viene confermato che la serie, intitolata Higurashi no naku koro ni gou, sarebbe stata trasmessa divisa in due blocchi di episodi, il primo dal 1º ottobre 2020 mentre il secondo dal 7 gennaio 2021. In Italia la serie è stata trasmessa in simulcast dalla web TV VVVVID.
Il 18 marzo 2021 l'account Twitter ufficiale annunciò che la serie uscita nel 2020 avrebbe ricevuto un sequel intitolato Higurashi no naku koro ni sotsu, il quale è stato trasmesso dal 1º luglio al 30 settembre 2021.

## Episodi

### When They Cry
| Nº                                   | Titolo italiano Giapponese 「Kanji」 - Rōmaji | In onda           | In onda |
| Nº                                   | Titolo italiano Giapponese 「Kanji」 - Rōmaji | Giapponese        |         |
| Rapiti dal demone (4 episodi)        | |                   |         |
| 1                                    | Rapiti dal demone: Capitolo 1: L'inizio 「鬼隠し編 其ノ壱 ハジマリ」 - Onikakushi-hen sono ichi – Hajimari | 4 aprile 2006     |         |
| 1                                    | Il giovane Keiichi Maebara si trasferisce con la famiglia nella cittadina rurale di Hinamizawa; qui conosce a fa presto amicizia con 4 ragazze, che sono anche sue compagne di classe nella nuova scuola che frequenta: Rena Ryūgū - anche lei andata a vivere lì da poco - Mion Sonozaki, Satoko Houjou - la più giovane del gruppo- ed infine Rika Furude. Il ragazzo entra subito a far parte del loro club del doposcuola - dove per lo più giocano in compagnia - e la vita scorre apparentemente tranquilla fino a quando un uomo che fa il fotografo professionista, Jirou, non gli narra l'oscura vicenda riguardante un omicidio insoluto verificatosi nel paese 5 anni addietro. Viene così a conoscenza della storia relativa al progetto di costruzione, poi andato a monte, di una diga che avrebbe dovuto sommergere l'intera Hinamizawa; ma dopo che il responsabile dei lavori fu trovato assassinato il governo interruppe l'iter, anche a seguito delle veementi proteste della popolazione della zona. Keiichi, quando si trova a chiedere a Rena e Mion notizie a riguardo degli incidenti allora accaduti, si trova inaspettatamente di fronte ad un muro di silenzio; le due amiche eludono le domande, anzi si rifiutano categoricamente di parlarne e questo strano fatto rende di colpo il ragazzo assai sospettoso. Mentre poi si trova assieme a Rena alla discarica, nel tentativo di recuperare da sotto le montagne di rifiuti un manichino che la ragazzina desidera avere, gli capitano casualmente sotto gli occhi delle vecchie riviste che parlano proprio del fatto di sangue accaduto in paese: il responsabile del progetto per la costruzione della diga era stato fatto a pezzi a colpi d'ascia ed il colpevole non è mai stato trovato. L'assassino pertanto è ancora a piede libero e con molta probabilità abita lì al paese in mezzo a tutti gli altri. |                   |         |
| 2                                    | Rapiti dal demone: Capitolo 2: Il segreto 「鬼隠し編 其ノ弐 隠しごと」 - Onikakushi-hen sono ni – Kakushigoto | 11 aprile 2006    |         |
| 2                                    | Durante il festival annuale di Watanagashi, Keiichi viene informato dal fotografo e da una donna misteriosa che si trova assieme a lui, Miyo, circa la tremenda maledizione che grava sopra la festa: tutta una serie di omicidi efferati e sparizioni si sono verificate ogni anno consecutivamente durante la notte della festa, da 4 anni a questa parte, e tutti presumibilmente causati proprio dalla cosiddetta "maledizione del monaco", la divinità chiamata Oyashiro custode del tempio di Hinamizawa. La mattina seguente Keiichi viene interrogato fuori da scuola da un anziano detective della polizia locale, Ooishi; viene così a sapere che il fotografo è stato trovato morto dissanguato, probabilmente suicida - si è tagliato la gola con le proprie stesse unghie - mentre la donna che era con lui è scomparsa. Da questo momento in poi il ragazzo comincia a veder le cose che lo circondano e le 4 ragazze sue compagne in modo alquanto differente; dallo strano ed enigmatico comportamento di Rena e Mion inizia a sospettarle di nascondergli qualcosa, se non addirittura di esser colluse con i crimini seriali degli ultimi anni. Presto però anche Keiichi vien accusato da Rena di mantener segrete delle cose che lo riguardano, questo a causa dei legami che intrattiene col poliziotto, fatto di cui le ragazze si son accorte e che non approvano affatto; ma poco dopo Keiichi viene anche a sapere che una delle vittime della maledizione è stato Satoshi, un ragazzo che se n'è andato poco prima che arrivasse lui. Infine s'accorge con sgomento e già quasi un po' di terrore che Rena lo sta spiando fin dall'inizio. |                   |         |
| 3                                    | Rapiti dal demone: Capitolo 3: Sospetto 「鬼隠し編 其ノ参 疑心」 - Onikakushi-hen sono san – Gishin | 18 aprile 2006    |         |
| 3                                    | Le paure di Keiichi crescono a tal punto che si dà malato per un periodo di tempo e salta la scuola, al fine d'evitar un confronto diretto con le compagne e nel contempo approfittarne per approfondir le questioni riguardanti i presunti misteri che dominano il paese. Il detective invita poi per telefono il ragazzo a pranzo in una trattoria e lì gli racconta che tutte le vittime della maledizione si trovano più o meno intimamente collegate con le 4 ragazze da lui frequentate. Quella sera stessa sul tardi si presentano davanti alla porta di casa di Keiichi - i genitori son dovuti stare a Tokyo per una notte e lui si trova da solo - Rena e Mion per consegnargli una scatola di Ohagi (polpette di riso e pasta di fagioli): pensano che magari non ha avuto voglia di cucinare e così gli han preparato loro qualcosa da mangiare. Mentre li sta addentando però s'accorge che all'interno d'uno di essi vi si trova un ago: il ragazzo si convince a questo punto senza più alcun'ombra di dubbio che stiano attentando alla sua vita. A partir dalla mattina seguente Keiichi s'arma d'una mazza da baseball che ha trovato abbandonata all'interno d'un armadietto della scuola e finge con quella di voler allenarsi in giardino durante le ore di ricreazione; verrà a sapere che quella mazza apparteneva a Satoshi e le ragazze finiscono col rivelargli che anche l'ex compagno aveva dimostrato un comportamento del tutto simile a quello attuale di Keiichi prima di scomparire nel nulla. |                   |         |
| 4                                    | Rapiti dal demone: Capitolo 4: Il turbamento 「鬼隠し編 其ノ四 歪」 - Onikakushi-hen sono yon – Yugami | 25 aprile 2006    |         |
| 4                                    | Rena inizia a comportarsi in maniera alquanto strana e sembra mettersi a pedinare Keiichi, trascinando così il ragazzo ancor più verso un gorgo di dubbi e sospetti: ritrovatosela davanti alla porta di casa, non esita a chiudergliela davanti, ferendogli le dita. Mion, che pare dispiaciuta per il repentino cambio di atteggiamento del ragazzo, tenta di scusarsi con lui ma lui la respinge con freddezza e finiscono per accusarsi reciprocamente di tener per sé dei segreti (riguardo ai fatti della diga ed al rapporto col detective). Incrociatisi nuovamente in seguito per strada Rena risponde alle accuse implicite rivoltegli da Keiichi affermando che gli omicidi seriali son tutti opera della maledizione del monaco; il ragazzo, davanti a Rena con la faccia stravolta ed armata di ascia scappa, ma viene inseguito da un misterioso gruppo di uomini che a bordo d'un furgoncino cercano d'investirlo e perde i sensi. Si risveglia intontito a letto nella sua camera con davanti Rena e Mion che tentano di iniettargli uno strano liquido con una siringa. Keiichi a questo punto si difende con tutte le forze che ha ancora a sua disposizione e colpisce a morte le due ragazze utilizzano la mazza da baseball di Satoshi. Infine scappa all'esterno ed entrato in una cabina telefonica pubblica chiama Ooishi e gli racconta tutto, spiegandogli d'aver scritto anche le sue impressioni e dubbi in un bigliettino che ha nascosto dietro l'orologio a muro di casa. Accorso sul posto il detective trova Keiichi morto dissanguato dopo essersi tagliato la gola con le sue stesse unghie e, nella sua camera, i corpi martoriati senza vita di Rena e Mion. |                   |         |
| Cotone alla deriva (4 episodi)       | |                   |         |
| 5                                    | Cotone alla deriva: Capitolo 1: Gelosia 「綿流し編 其ノ壱 嫉妬」 - Watanagashi-hen sono ichi – Shitto | 2 maggio 2006     |         |
| 5                                    | Keiichi viene a sapere che Mion ha una sorella gemella, identica d'aspetto ma differente di carattere, di nome Shion Sonozaki la quale lavora in un maid café In seguito si rende conto che entrambe provano qualcosa nei suoi riguardi; l'una pare esser sempre più gelosa dell'altra a causa delle attenzioni che il ragazzo rivolge loro. |                   |         |
| 6                                    | Cotone alla deriva: Capitolo 2: Takano 「綿流し編 其ノ弐 タカノ」 - Watanagashi-hen sono ni – Takano | 9 maggio 2006     |         |
| 6                                    | Keiichi viene a conoscenza della maledizione che sovrasta il paese; durante la serata del festival di Watanagashi, mentre Rena si sta esibendo in una danza cantata, Shion trascina via Keiichi di nascosto dirigendosi verso il capannone ove si conservano tutti gli oggetti rituali della festività: l'ingresso è severamente vietato tranne che alla sacerdotessa specificamente addetta. Qui incontrano Miyo e Jirou che stan cercando di forzarne l'apertura; mentre il fotografo fa la guardia all'ingresso gli altri entrano a dare un'occhiata. Trovano così al suo interno, oltre ad una statua di legno che rappresenta lo spirito del monaco protettore del paese, anche una notevole quantità di strumenti di tortura; Miyo allora spiega quello che secondo lei è il significato originario dei riti svolti durante la festa: la sua teoria è che gli abitanti di Hinamizawa proseguono la secolare tradizione di sacrificar degli esseri umani a Oyashiro. Shion e Keiichi promettono di non dir a nessuno d'essersi intrufolati senza permesso nel capannone del santuario. In seguito però il ragazzo pare abbastanza turbato quando viene interrogato a proposito sia da Mion che dall'anziano detective su cosa abbia fatto la notte del festival: Keiichi apprende così da Shion che Miyo è stata trovata morta bruciata ed il fotografo a sua volta con la gola squarciata. Il ragazzo comincia a preoccuparsi della propria sicurezza e pare rinfacciar a Shion d'averlo trascinato in tal situazione. |                   |         |
| 7                                    | Cotone alla deriva: Capitolo 3: Bugie 「綿流し編 其ノ参 嘘」 - Watanagashi-hen sono san – Uso | 16 maggio 2006    |         |
| 7                                    | Rika sembra conoscere le azioni di Keiichi e in una conversazione metaforica promette di aiutare il "gattino che ha fatto qualcosa di brutto" la notte del festival, informando i "cani grandi" che il "gatto" non aveva cattive intenzioni, e allude al fatto che Mion sia arrabbiata con Shion. Avverte Keiichi che se lo stesso "cane" che ha morso il capo del villaggio dovesse cercare di morderlo dovrebbe riferirglielo. Keiichi scopre così che il capo del villaggio, Kimiyoshi, è scomparso e Shion gli dice che ha confessato a quest'ultimo ciò che hanno fatto. La ragazza pensa che sia colpa sua se la maledizione lo ha portato via perché aveva promesso di aiutarli mentre Keiichi crede che anche Rika sia in pericolo. Keiichi, Rena e Mion vanno a casa di Rika e Satoko, solo per scoprire che se ne sono andate, così Keiichi parla con Ooishi. Questi gli fornisce il suo resoconto delle attività del capo villaggio prima di scomparire, smentendo la confessione di Shion. Così il ragazzo tenta di affrontarla al telefono ma questa fornisce solo risposte negative e chiude la telefonata dopo aver riso follemente. |                   |         |
| 8                                    | Cotone alla deriva: Capitolo 4: Il desiderio 「綿流し編 其ノ四 願い」 - Watanagashi-hen sono yon – Negai | 23 maggio 2006    |         |
| 8                                    | Keiichi e Rena scoprono che Rika e Satoko sono scomparse e vanno a casa di Mion in quanto la polizia non ha un motivo abbastanza valido per un mandato di perquisizione. Mion ammette che Rika e Satoko erano state da lei e che le aveva uccise con le proprie mani. Chiede di avere un colloquio privato con Keiichi prima che la polizia la arresti, e attira il ragazzo in una camera delle torture, quo vede Shion rinchiusa nella cella sotterranea che gli urla di fuggire prima che Mion lo stordisca. Mentre Mion si prepara a torturare Keiichi, gli dice che ciò non sarebbe accaduto se avesse dato la bambola a Mion, così il ragazzo crede che sia posseduta da Oyashiro e le chiede di restituire il corpo di Mion e di risparmiare Shion. Mion sente un rumore e presume che Rena abbia chiamato la polizia, così fa perdere i sensi a Keiichi, ma poi lui e Shion vengono liberati dai poliziotti. Pochi giorni dopo, Mion arriva a casa di Keiichi durante la notte e lo pugnala allo stomaco. All'ospedale, Keiichi scopre che Shion è morta buttandosi dal balcone del suo appartamento ma Ooishi rivela che la vera Mion era già deceduta in fondo al pozzo. Quindi Ooishi gli parla di Takano, la quale secondo il rapporto dell'autopsia, era già morta ore prima che lei irrompesse nel capanno degli attrezzi rituali. Dopo che Ooishi se ne è andato, Mion tende un'imboscata a Keiichi e lo uccide. |                   |         |
| La maledizione assassina (5 episodi) | |                   |         |
| 9                                    | La maledizione assassina: Capitolo 1: Fratello maggiore 「祟殺し編 其の壱 兄」 - Tatarigoroshi-hen sono ichi – Ani | 30 maggio 2006    |         |
| 9                                    | Il corpo mutilato di una donna viene improvvisamente trovato in una città vicina che scorre lungo un canale fognario. I genitori di Keiichi partono per Tokyo per alcuni giorni. Aiutato da Satoko e Rika, che gli preparano la cena, Keiichi viene a conoscenza di Satoshi e di dove si trovava la notte del festival dell'anno precedente, poco prima che si "trasferisse" (scomparisse) pochi giorni dopo, così decide di agire come un fratello surrogato di Satoko. Alla partita di baseball e al barbecue a cui era stato invitato dai suoi amici, incontra Kyousuke Irie, il medico e il direttore della clinica Irie di Hinamizawa con il quale condivide le preoccupazioni per il benessere di Satoko. Irie dice a Keiichi che sono passati tre anni da quando Satoshi e i genitori di Satoko sono morti dopo essere caduti in un fiume di un canyon. Menziona anche che Satoshi si era già "trasferito" l'anno prima con grande stupore di Keiichi. Shion non la prende bene quando Keiichi gli chiede di lui e Rena afferma che Satoshi era stato maledetto da Oyashiro e Mion non sa dove si trovi. |                   |         |
| 10                                   | La maledizione assassina: Capitolo 2: Legame 「祟殺し編 其の弐 キズナ」 - Tatarigoroshi-hen sono ni – Kizuna | 6 giugno 2006     |         |
| 10                                   | Mentre Satoko è assente da scuola per alcuni giorni, Keiichi scopre che viene maltrattata da suo zio Teppei quando ha visto lividi sul suo corpo mentre si recava a casa della sua famiglia per controllarla. Irie informa Keiichi che Teppei ha lasciato il villaggio dopo che sua moglie era stata uccisa durante il festival l'anno prima ed è tornato dopo la morte della sua amante, quindi rimane in città per evitare la yakuza. Sostiene anche che Satoko creda che sia stata colpa sua se Satoshi è scomparso perché era troppo dipendente da lui e giura di sopportare gli abusi di Teppei nella speranza che un giorno possa finalmente tornare a casa. Pochi giorni dopo, Satoko torna a scuola come se Teppei non fosse mai esistito, ma soffre di un terribile crollo mentale durante l'ora di pranzo dopo che Keiichi l'ha accarezzata. |                   |         |
| 11                                   | La maledizione assassina: Capitolo 3: Limite 「祟殺し編 其の参 境界」 - Tatarigoroshi-hen sono san – Sakaime | 13 giugno 2006    |         |
| 11                                   | Keiichi si rende conto che Satoko rimarrà traumatizzata per tutta la vita se Teppei se la maltratterà spesso e decide di ucciderlo. Chiama al telefono Mion e le chiede di portare Satoko al festival, affermando che aveva alcune cose da fare. Mion sostiene che era esattamente ciò che aveva detto Satoshi prima di scomparire lo scorso anno. Dopo aver realizzato che Satoshi era forse colui che aveva ucciso sua zia invece di un tossicodipendente per proteggere Satoko, Keiichi architetta il suo piano per tendere un'imboscata e fare la stessa cosa a Teppei usando la mazza da baseball di Satoshi per poi seppellirne il corpo. Mentre torna a casa durante un temporale, Keiichi incontra Takano alla guida della sua macchina, che gli dà un passaggio e si sorprende quando lei gli chiede se avesse già seppellito il corpo di Teppei. |                   |         |
| 12                                   | La maledizione assassina: Capitolo 4: Oggetto perduto 「祟殺し編 其の四 失しモノ」 - Tatarigoroshi-hen sono yon – Nakushimono | 20 giugno 2006    |         |
| 12                                   | Keiichi viene portato a casa da Takano che poi se ne va; il giorno dopo, rimane sorpreso quando i suoi amici gli dicono che in realtà era stata al festival di Watanagashi con loro per tutto il tempo. Satoko afferma nuovamente che Teppei sta abusando di lei, anche se Keiichi credeva di averlo già ucciso. Si reca nell'ufficio del dottore, dove confessa l'omicidio a Irie. Sebbene prometta di aiutarlo, lo sente parlare con il suo assistente mentre si prepara a mettere dei sedativi nel tè che gli avrebbero offerto. Keiichi va nel bosco per riesumare il corpo di Teppei dopo essere diventato scettico sul fatto che abbia ucciso la persona sbagliata quando Ooishi arriva sulla scena e lo costringe a scavare una buca, solo per scoprire che il corpo di Teppei è sparito. |                   |         |
| 13                                   | La maledizione assassina: Capitolo 5: Scusa 「祟殺し編 其の伍 謝罪」 - Tatarigoroshi-hen sono go – Shazai | 27 giugno 2006    |         |
| 13                                   | Keiichi si reca alla residenza Houjou per accertare lo stato di Teppei e sente anche dei passi mentre sta per andarsene. Sul luogo, trova Satoko nella vasca da bagno e ha bisogno di essere medicata. Keiichi porta Satoko alla clinica ma sente per caso dalla polizia che Irie si è suicidato con dei sonniferi e che Ooishi è scomparso dal villaggio. Keiichi scopre il corpo sventrato di Rika al santuario e Satoko crede che Keiichi sia posseduto da Oyashiro, così lui cerca di convincerla che non sia così, ma lei lo spinge giù da un ponte. Il gas tossico dalla palude di Onigafuchi emerge improvvisamente e uccide tutti gli abitanti del villaggio, ma Keiichi sopravvive comunque alla caduta dal ponte. Riesce a salvarsi anche al gas tossico e viene portato in ospedale. |                   |         |
| Il tempo sprecato (2 episodi)        | |                   |         |
| 14                                   | Il tempo sprecato: Capitolo 1: Hinamizawa 「暇潰し編 其の壱 ヒナミザワ」 - Himatsubushi-hen sono ichi – Hinamizawa | 4 luglio 2006     |         |
| 14                                   | Cinque anni prima, durante la protesta per il progetto della diga, Mamoru Akasaka indagò sul rapimento di Toshiki Inukai, il nipote del responsabile della futura edificazione. Ooishi racconta ad Akasaka del comitato di opposizione al progetto della diga e di tre famiglie al comando, poi questi, spacciandosi come turista del villaggio, incontra Rika. Lei lo avverte di tornare a Tokyo, ma poi inizia a comportarsi normalmente. Un collega di Ooishi fornisce informazioni ad Akasaka sul progetto, guidato da Oryo. Vengono a conoscenza del bambino scomparso e sanno che un investigatore della polizia alle prime armi è stato inviato al villaggio. Ha dato l'ordine di prendersi cura di lui, se questi cominciasse a immischiarsi troppo nei loro affari. Il giorno successivo, Ooishi informa Akasaka che hanno recuperato degli indizi sul bambino scomparso in un villaggio deserto chiamato Takatsudo. |                   |         |
| 15                                   | Il tempo sprecato: Capitolo 2: Presagio 「暇潰し編 其の弐 兆し」 - Himatsubushi-hen sono ni – Kizashi | 11 luglio 2006    |         |
| 15                                   | Akasaka e Ooishi trovano il nascondiglio dei rapitori e salvano Toshiki, ma Akasaka viene colpito da uno di loro. Scoprono che i loro sforzi sono stati vani perché le richieste dei responsabile erano già state soddisfatte. Akasaka cerca di contattare la moglie incinta, Yukie, usando i telefoni in ospedale e per strada, ma tutti i cavi sono stati tagliati da qualcuno. In una particolare cabina telefonica, trova Rika e le chiede se ha tagliato i fili e lei risponde che fare una chiamata lo renderebbe triste. Lo porta quindi a vedere il festival e una minacciosa Rika descrive ogni morte avvenuta nel 1979 e che l'ultima sarà il suo omicidio, poi gli suggerisce di sopravvivere e di vivere una vita felice. Le prove hanno rivelato che Yukie è morta cadendo dalle scale dell'ospedale, ma fortunatamente il loro bambino era sopravvissuto. Alcuni anni dopo, Akasaka fa visita a Ooishi nel luogo di nascita di sua madre a Hokkaido e rivela ciò che Rika gli disse la notte di diversi anni prima. Ooishi gli dice che il giorno del grande disastro, Rika era stata uccisa dopo essere entrata in coma a causa del cloroformio. Successivamente Akasaka rivela di essere tornato per scoprire la verità sulla maledizione. |                   |         |
| Apertura degli occhi (6 episodi)     | |                   |         |
| 16                                   | Apertura degli occhi: Capitolo 1: Primo amore 「目明し編 其の壱 初恋」 - Meakashi-hen sono ichi – Hatsukoi | 18 luglio 2006    |         |
| 16                                   | Per generazioni, la famiglia Sonozaki ha ucciso il più giovane dei gemelli appena nati per sedare loro le disgrazie. Decise di mandare senza successo Shion al collegio di St Lucia, ma lei se ne andò dopo diverso tempo. Con il desiderio di vivere da sola, Shion si comporta come Mion e ottiene un lavoro nel negozio dello zio, e così con l'appoggio della sua guardia del corpo Kasai e di Mion riesce a mandare avanti la sua montatura. Shion incontra poi Satoshi, che la scambia per Mion, e dopo aver preso il ragazzo in simpatia scopre che i genitori di Satoko sono stati vittime della maledizione legata alla diga. Così Satoshi e Satoko vengono ospitati dai loro zii, anche se vengono denigrati dal resto del villaggio per via del legame parentale con i loro genitori. Shion va a scuola al posto di Mion e fa amicizia con Satoshi, dopodiché giunge l'ora di pranzo e la ragazza picchia e insulta Satoko perché ha fatto cadere il suo cestino ma Satoshi la ferma. Shion scopre così che Satoshi disprezza la sua famiglia per aver perseguitato la sua in quanto avevano contribuito alla costruzione della diga. |                   |         |
| 17                                   | Apertura degli occhi: Capitolo 2: Responsabilità 「目明し編 其の弐 ケジメ」 - Meakashi-hen sono ni – Kejime | 25 luglio 2006    |         |
| 17                                   | Dopo aver convinto Shion a prendersi cura di Satoko, Satoshi uccide sua zia con una mazza da baseball durante il festival. Shion, travestita da Mion, sospetta che sia lui il colpevole, ma gli fornisce un alibi quando Ooishi la interroga e afferma di non essere sua sorella. I suoi familiari la trovano quando Ooishi esamina la sua versione dei fatti e viene riportata nella tenuta di famiglia per rispondere a sua nonna dei problemi che aveva causato. Quando Shion insulta i suoi parenti e proclama il suo amore per Satoshi, viene punita dagli scagnozzi e da Mion che le inchiodano tre dita sulla mano. Pochi giorni dopo, Ooishi racconta a Shion della scomparsa di Satoshi e di un tossicodipendente identificato come l'assassino. |                   |         |
| 18                                   | Apertura degli occhi: Capitolo 3: Stirpe di demoni 「目明し編 其の参 鬼の血脈」 - Meakashi-hen sono san – Oni no ketsumyaku | 1º agosto 2006    |         |
| 18                                   | Shion indaga ulteriormente sulla maledizione e sugli omicidi degli ultimi quattro anni e incontra Takano in biblioteca che le racconta di più sul passato. Questa spiega che gli abitanti del villaggio erano soliti chiamare Onigafuchi e che, secondo il rituale del sacrificio del dio, per ogni vittima doveva esserci un numero equivalente di persone scomparse, annegate nella palude senza fondo. Questo porta Shion a credere che Satoshi sia stato sacrificato dalla sua famiglia e sente che il demone che risiede dentro di lei si è risvegliato. Dopo l'incontro di Shion con Takano, viene visitata da Mion nel suo appartamento, tenta di strangolarla ma scopre che Mion si è disinchiodata negli stessi punti di Shion perché non voleva che si prendesse il fardello tutto per lei e dissuadesse Oryō dall'intraprendere ulteriori azioni contro Shion e Satoshi prima che se ne andasse. Passa un anno e le vicende sono ambientate prima del festival. Keiichi incontra Shion e scopre ciò che è successo a Satoshi, dopodiché avviene un altro salto temporale e la scena si sposta a quando Tomitake, Takano, Keiichi e Shion ispezionano il santuario. Dopo il festival, Shion si sveglia da una sbornia e sente Mion e Oryō discutere degli eventi accaduti su Takano e sulle indagini. Shion tenta di andarsene per paura di essere punita, ma viene catturato da Mion. |                   |         |
| 19                                   | Apertura degli occhi: Capitolo 4: Vendetta 「目明し編 其の四 仕返し」 - Meakashi-hen sono yon – Shikaeshi | 8 agosto 2006     |         |
| 19                                   | Shion crede che la sua famiglia sia collegata agli atti di "scacciare via" le persone nel villaggio, specialmente nel caso di Satoshi. Colpisce Mion e sua nonna con il taser che uccide involontariamente quest'ultima e imprigiona Mion nel sotterraneo accusandola di essere stata implicita su Satoshi. Il giorno successivo Shion finge di essere Mion e affronta Keiichi per il loro incontro precedente, che il ragazzo però nega. Shion partecipa a una riunione del consiglio del villaggio e attira il capo nella sua tenuta, qui lo colpisce con il taser dopo che lui rivela che la sua "distinzione" (dopo aver strappato le unghie) era tale che Kasai, suo zio e la stessa Shion non sarebbero stati uccisi, confermando che le sorelle e la loro nonna non avevano "perdonato" Satoshi. |                   |         |
| 20                                   | Apertura degli occhi: Capitolo 5: Mani fredde 「目明し編 其の伍 冷たい手」 - Meakashi-hen sono go – Tsumetai te | 15 agosto 2006    |         |
| 20                                   | Shion tortura il capo del villaggio per ottenere informazioni sui precedenti omicidi e Satoshi. Shion incontra poi Rika a scuola e parla dei vari assassinii, ma finisce per litigare con quest'ultima. Rika si autoinvita alla tenuta Sonozaki dove si suicida pugnalandosi ripetutamente alla testa, dopo che Shion le ha iniettato qualche sostanza mediante una siringa. A questo punto Shion chiama al telefono Satoko invitandola nella sua casa con l'intenzione di catturarla. |                   |         |
| 21                                   | Apertura degli occhi: Capitolo 6: Condanna 「目明し編 其の六 断罪」 - Meakashi-hen sono roku – Danzai | 22 agosto 2006    |         |
| 21                                   | Shion inganna i cittadini per identificare Keiichi come il sospettato ma si rende presto conto che Ooishi sospetta invece di lei. Tortura brutalmente Satoko per aver causato indirettamente la scomparsa di Satoshi, cosa che lei riconosce, mentre Mion la guarda inorridita e la supplica di fermarsi. Tuttavia Shion uccide Satoko, poi ricorda il giorno in cui Satoshi le chiese di tenere sua sorella al sicuro, così impazzisce del tutto. Il giorno dopo, Keiichi e Rena sospettano che Mion sia l'assassina di Rika e Satoko. Shion quindi attira Keiichi nei sotterranei e si prepara a torturarlo, ma il ragazzo la implora, credendo che Mion sia posseduta da Oyashiro, di risparmiare le due sorelle. Shion si rattristisce e lo colpisce con il taser, poi libera Mion, si scambiano i vestiti e la porta al pozzo per smaltire il suo corpo, affermando che il corpo di Satoshi si trovava laggiù. A questo punto Mion le dice che la loro nonna aveva approvato la sua relazione con Satoshi, ma Shion si rifiuta di crederle, quindi la colpisce la sua arma e Mion cade nel pozzo. Più tardi, quest'ultima e Keiichi vengono salvati dalla polizia. Dopo l'incidente, Shion inizia ad avere delle allucinazioni, fa visita a Keiichi e lo ferisce gravemente. Dopodiché ritorna frettolosamente al suo appartamento e scala il lato dell'edificio, ma cade di sotto e muore. Mentre Shion immagina di vedere il volto di Satoshi sulla luna, si scusa con lui per tutti i suoi peccati imperdonabili che ha causato con le sue stesse mani. |                   |         |
| Espiazione (5 episodi)               | |                   |         |
| 22                                   | Espiazione: Capitolo 1: Felicità 「罪滅し編 其の壱 幸せ」 - Tsumihoroboshi-hen sono ichi – Shiawase | 29 agosto 2006    |         |
| 22                                   | L'episodio inizia con Rena e Keiichi che vincono la gara di pistole ad acqua, così Mion, Satoko e Rika devono lavorare una giornata all'Angel Mort Cafe, come penitenza per aver perso la sfida. Arrivati al locale, Rena incontra Rina Mamiya, e così la ragazza ricorda del divorzio dei suoi genitori, avvenuto in quanto sua madre aveva programmato di sposare un altro uomo. Tornata a casa, Rena scopre che Rina ha aiutato suo padre a rifare completamente l'intero soggiorno, scartando diverse cose, tra cui Kenta-kun, la statua mascotte della catena di fast food KCF che lei e Keiichi hanno recuperato dalla discarica. Il giorno dopo in un bar, Rena sente per caso Rina e Teppei Houjou che conducono un losco accordo di prestito con due ragazzi e escogita un piano per rubare dei soldi a suo padre per salvarli per il loro matrimonio. Scopre da Shion e Kasai che i due vivono minacciando e ricattando le persone usando il trucco del tsutsumotase, ovvero un tipico modo della yakuza di estorcere denaro ad un uomo onesto in cerca di moglie. |                   |         |
| 23                                   | Espiazione: Capitolo 2: Luogo di ritorno 「罪滅し編 其の弐 還る処」 - Tsumihoroboshi-hen sono ni – Kaeru tokoro | 5 settembre 2006  |         |
| 23                                   | Rena esamina il libretto degli assegni del padre di Rena e scopre che sta spendendo troppo. Dopo la scuola, Rena torna alla discarica e incolpa Rina di aver messo a punto un piano per estorcere denaro, così Rina tenta di soffocare Rena, ma quest'ultima la uccide tagliandole lo stomaco con una scheggia di vetro e picchiandola con un tubo di metallo. Quella notte, Rena scopre che Teppei picchia suo padre fuori casa, così la ragazza conduce anche il delinquente alla discarica, dove gli tende un'imboscata e lo uccide. Il giorno dopo, Rena fa a pezzi i loro corpi e li avvolge in piccoli sacchi, poi incontra i suoi amici e la convincono ad accettare sé stessa. Dopo aver scaricato i sacchi in una piccola grotta nel bosco, Rena se ne va mentre Mion dice al resto del gruppo di dimenticare l'incidente. |                   |         |
| 24                                   | Espiazione: Capitolo 3: Documento 34 「罪滅し編 其の参 34号文書」 - Tsumihoroboshi-hen sono san – Sanjūyon-gō bunsho | 12 settembre 2006 |         |
| 24                                   | Dopo essere stata interrogata da Ooishi, Rena si reca in biblioteca e qui incontra Takano che le parla della verità di Oyashiro e della sua maledizione. Dopo un po' la donna consegna alla ragazza i suoi appunti e questa leggendoli scopre che la maledizione sembra provocare perdita del senso dell'orientamento e nostalgia di casa. Il giorno successivo, Rena si nasconde dietro un cespuglio e incontra per caso Keiichi, a cui spiega che vuole verificare la realtà dei fatti legati a Oyashiro e così gli racconta che il maleficio sembra essere un virus che porta le persone a commettere gli omicidi. La mattina dopo, mentre tutti sono a scuola, Rena decide di fuggire dall'edificio in quanto alcune persone sospette stanno iniziando a chiedere di lei alla sua insegnante. |                   |         |
| 25                                   | Espiazione: Capitolo 4: Invasione della Terra 「罪滅し編 其の四 地球侵略」 - Tsumihoroboshi-hen sono yon – Chikyuu shinryaku | 19 settembre 2006 |         |
| 25                                   | Rena scopre che Mion ha spostato i sacchi con i cadaveri da dove erano nascosti, così perde la fiducia nei suoi amici e impazzisce. Keiichi dopo aver appreso da Mion che ha spostato i sacchi per assicurarsi che il servizio forestale non li possa trovare quando disboscheranno la zona, va alla discarica dove si nasconde Rena e cerca di impedirle di commettere altri crimini, ma lei rivela un segreto del suo passato che aveva scoperto da Ooishi. Quando Keiichi abitava ancora nella sua città natale, aveva usato una pistola ad aria compressa per ferire dei bambini e i suoi genitori riuscirono a coprire l'intera vicenda con il denaro. Dopo questo racconto, Rena se ne va, lasciando il ragazzo abbattuto. Il giorno dopo, Keiichi racconta ai suoi amici la verità sul suo passato ma questi lo perdonano perché sanno che adesso è una brava persona, tuttavia questo gli fa ricordare degli eventi del primo arco narrativo, in cui la paranoia gli fece uccidere Rena e Mion, credendo che fossero una minaccia. Keiichi scoppia in lacrime, Rika reagisce sconvolta e poi gli dice che nessuno ricorda gli omicidi tranne lei, poi lo perdona. Tutto ciò gli fa capire maggiormente cosa sta succedendo a Rena e vuole evitare che si verifichi una tragedia, poi si scusa con Mion, lasciandola molto stupita. |                   |         |
| 26                                   | Espiazione: Capitolo 5: Ripresa 「罪滅し編 其の伍 リテイク」 - Tsumihoroboshi-hen sono go – Riteiku | 26 settembre 2006 |         |
| 26                                   | Rena appare improvvisamente a scuola, prende in ostaggio tutti gli studenti, minaccia di ucciderli spargendo galloni di benzina in tutta l'aula e usa un accendino per tenerli in riga. Keiichi, incaricato di consegnare i documenti di Takano a Ooishi, riceve in cambio un auricolare dal poliziotto. Con l'aiuto di Rika e Satoko, sfugge alla presa di Rena e scopre che ha escogitato un altro piano per usare una bomba fatta in casa piantata sul tetto della scuola nel caso in cui il primo tentativo fallisse, ma Keiichi arriva in tempo e la disinnesca. Mentre lui e Rena combattono sul tetto, lei riacquista la sua sanità mentale e non può sopportare di ucciderlo dopo che questi ha perso la battaglia contro di lei, così si riconcilia con i suoi amici. Sebbene la crisi sia stata scongiurata, Rika viene chiamata da Ooishi alla sua macchina e la informa della morte di Takano e Tomitake, così dice che giocherà durante l'infinito giugno. |                   |         |

### Higurashi no naku koro ni gaiden nekogoroshi-hen
| Nº | Titolo italiano (traduzione letterale) Giapponese 「Kanji」 - Rōmaji                                                                                           | Prima edizione | Prima edizione |
| Nº | Titolo italiano (traduzione letterale) Giapponese 「Kanji」 - Rōmaji                                                                                           | Giapponese     |                |
| 1  | Capitolo dell'uccisione del gatto 「猫殺し編」 - Nekogoroshi-hen                                                                                               | 2 agosto 2007  |                |
| 1  | Dopo aver perso una scommessa, Keiichi e i suoi amici vagano per la città. Visitano il villaggio abbandonato di Yagouchi e scoprono una strana cava infestata. |                |                |

### Higurashi no naku koro ni kai
| Nº                                                     | Titolo italiano (traduzione letterale) Giapponese 「Kanji」 - Rōmaji | In onda           | In onda |
| Nº                                                     | Titolo italiano (traduzione letterale) Giapponese 「Kanji」 - Rōmaji | Giapponese        |         |
| 1                                                      | Riunione 「サイカイ」 - Saikai | 6 luglio 2007     |         |
| 1                                                      | Mamoru Akasaka, Ooishi e l'assistente visitano il villaggio abbandonato nel 2007. Vengono a conoscenza del grande disastro di Hinamizawa che ha decimato la città e del collegamento con il Documento n. 34 di Takano. Rena, oramai adulta, è sopravvissuta al disastro in quanto è stata detenuta presso la stazione di polizia durante l'incidente. Quest'ultima condivide con loro quel poco che sa riguardo allo strano comportamento di Rika poco prima della presunta "fuga di gas". Alla fine Akasaka ricorda del suo incontro con Rika. L'episodio funge da epilogo diretto del capitolo dell'espiazione. |                   |         |
| Capitolo del risveglio della sfortuna (4 episodi)      | |                   |         |
| 2                                                      | Acchiappino (capitolo: Risvegliando la sfortuna, parte 1) 「厄醒し編 其の壱 鬼ごっこ」 - Yakusamashi-hen sono ichi – Onigokko | 13 luglio 2007    |         |
| 2                                                      | Nel 1983, i ragazzi partecipano a una partita di acchiappino. Sulla strada di casa, incontrano Irie, Tomitake e Takano, che raccontano a Keiichi di alcuni omicidi. Il ragazzo capisce il motivo per cui i suoi amici glielo hanno tenuto nascosto e ci rimane male. Tutto ciò non riesce comunque a rassicurare Rika, la quale diventa sempre più depressa man mano che si avvicina il giorno del festival. Alla fine Satoko dice a Rika la stessa frase pronunciata da Keiichi a Rena durante l'arco narrativo dell'espiazione ma non riesce a ricordarsi dell'evento in quanto appartenente ad un'altra linea temporale. |                   |         |
| 3                                                      | Debolezza (capitolo: Risvegliando la sfortuna, parte 2) 「厄醒し編 其の弐 無力」 - Yakusamashi-hen sono ni – Muryoku | 20 luglio 2007    |         |
| 3                                                      | Satoko tenta di aiutare Rika che sembra preoccupata per qualcosa, ma quest'ultima nega prontamente e le dice che va tutto bene. Quella notte, Satoko scopre che Rika sta discutendo con una voce misteriosa e le dice che morirà, e che non c'è niente che nessuno dei due possa fare. |                   |         |
| 4                                                      | Coincidenza prestabilita (Capitolo: Risvegliando la sfortuna, parte 3) 「厄醒し編 其の参 予定調和」 - Yakusamashi-hen sono san – Yotei chōwa | 27 luglio 2007    |         |
| 4                                                      | Durante il festival, Rika non avverte Tomitake della sua imminente morte. Successivamente Satoko è convinta che un uomo misterioso stia seguendo lei e l'amica Rika. Preoccupata per la sua sicurezza, Satoko piazza delle trappole intorno alla loro casa per scoprire la presenza di eventuali intrusi, e quando ne viene attivata una, le sue paure vengono confermate. |                   |         |
| 5                                                      | Grande disastro di Hinamizawa (Capitolo: Risvegliando la sfortuna, parte 4) 「厄醒し編 其の四 雛見沢大災害」 - Yakusamashi-hen sono yon – Hinamizawa daisaigai | 3 agosto 2007     |         |
| 5                                                      | Dopo aver scoperto il corpo di Rika vicino al santuario, Satoko, traumatizzata, fugge e cade dal ponte vicino. Torna in città incespicando all'indomani del grande disastro di Hinamizawa. Satoko subisce così uno shock mentale, dopo aver assistito a numerosi morti. Ooishi cerca di interrogare la bambina catatonica, trasmettendo un messaggio criptico lasciato da Rena con il movente dietro i suoi sospetti. Satoko riprende conoscenza e trova un messaggio, ma finisce per morire dalla paura. |                   |         |
| Capitolo del massacro (8 episodi)                      | |                   |         |
| 6                                                      | Regole del labirinto (Capitolo: Massacro, parte 1) 「皆殺し編 其の壱 迷路の法則」 - Minagoroshi-hen sono ichi – Meiro no hōsoku | 10 agosto 2007    |         |
| 6                                                      | Rika inizia a vivere in un nuovo mondo con Hanyū, ovvero lo spirito con cui parlava di nascosto precedentemente. Si sta stancando di vedere i suoi amici commettere sempre delle azioni che li portano a seguire una strada sbagliata e crede che ci sia una potente volontà che vuole che ciò accada ogni singola volta. Successivamente Keiichi le dimostra che le persone possono cambiare il loro destino se lo desiderano durante un torneo di karuta, chiedendo di giocare a un gioco diverso da quello di carte giocato nel capitolo del cotone alla deriva. Dà la bambola a Mion invece che a Rena, evitando così di ferire i suoi sentimenti e aggirando potenzialmente la tragedia che si è verificata nel capitolo dell'apertura degli occhi. Rika crede che il mondo possa essere diverso e giura di combattere ancora una volta. |                   |         |
| 7                                                      | Come cambiare il destino (Capitolo: Massacro, parte 2) 「皆殺し編 其の弐 運命の変え方」 - Minagoroshi-hen sono ni – Unmei no kaekata | 17 agosto 2007    |         |
| 7                                                      | Influenzata dall'incoraggiamento di Keiichi e dal fatto che i suoi amici stanno iniziando a evitare di fare gli stessi errori ricordando scorci di ciò che avrebbero potuto fare, Rika decide di trovare un modo per prevenire il suo infausto destino. Notevoli cambiamenti in questo mondo che Rika nota includono come Rena abbia effettivamente confidato a Mion del rapporto tra suo padre e Rina piuttosto che sopportare il peso della sua situazione da sola, oppure come Ooishi vada d'accordo con gli altri e che la moglie e il figlio di Akasaka siano sopravvissuti dopo che Rika ha avvertito quest'ultimo. |                   |         |
| 8                                                      | Esitazione (Capitolo: Massacro, parte 3) 「皆殺し編 其の参 揺らぎ」 - Minagoroshi-hen sono san – Yuragi | 24 agosto 2007    |         |
| 8                                                      | Il piano di Rika è ostacolato dalla comparsa di Teppei, che sta abusando di Satoko. Keiichi e i suoi amici trovano un modo per liberare Satoko, ma il governo è riluttante a collaborare. |                   |         |
| 9                                                      | Trattativa (Capitolo: Massacro, parte 4) 「皆殺し編 其の四 交渉」 - Minagoroshi-hen sono yon – Kōshō | 31 agosto 2007    |         |
| 9                                                      | I cittadini protestano insieme agli altri per cercare di obbligare il governo ad agire sulla spinosa questione. Satoko non può uscire di casa mentre Teppei rimane nei paraggi e ciò porta il tutto in una situazione di stallo. Satoko torna a scuola e mostra le prove di ciò che le stava succedendo, prima di essere inviata alla clinica. Dopo la visita, Ooishi consiglia a Keiichi di non aggravare eccessivamente il problema, informandoli che la famiglia sta affrontando la situazione con il centro di consulenza per l'infanzia. Durante l'incontro, Rika si rende conto di avere delle responsabilità in merito alla situazione. |                   |         |
| 10                                                     | Scontro (capitolo: Massacro, parte 5) 「皆殺し編 其の伍 対決」 - Minagoroshi-hen sono go – Taiketsu | 7 settembre 2007  |         |
| 10                                                     | Keiichi e i suoi amici fanno visita a Oryō, la nonna di Mion e Shion. Successivamente Keiichi fa di tutto per fare un appello al governo e questo porta i cittadini di Okinomiya e Hinamizawa a protestare davanti al centro di consulenza per l'infanzia, chiedendo l'intervento del direttore generale. Il governo soccombe alla pressione dei presenti e fanno una telefonata alla residenza Houjou, Teppei risponde e dice che Satoko ha la febbre e di smetterlo di tormentarlo. Poco dopo, sale le scale e cerca di rubare il libretto bancario dalla stanza di Satoshi ma Satoko glielo impedisce e viene picchiata. Alla fine gli assistenti sociali decidono di fare la loro mossa e provare a liberare la bambina. |                   |         |
| 11                                                     | Forte volontà (capitolo: Massacro, parte 6) 「皆殺し編 其の六 強い意志」 - Minagoroshi-hen sono roku – Tsuyoi ishi | 14 settembre 2007 |         |
| 11                                                     | Satoko parla al telefono con Keiichi e Rika, rivelandogli gli abusi subiti in passato da parte dello zio. Teppei viene catturato e arrestato dalla polizia, mentre Satoko si riunisce con Rika. Sapendo che Tomitake e Takano moriranno la notte in tutti gli altri mondi in cui è stata, Rika chiede l'aiuto di Ooishi e dei suoi amici per proteggerli. Una volta arrivati sani e salvi alla clinica, viene rivelato che Takano è il capo della struttura e delle forze di sicurezza di Yamainu, che hanno simulato la sua morte e ucciso Tomitake allo scopo di far rivivere la maledizione. Mentre la polizia indaga sul caso, Takano riflette su come "tutto cadrà" presto. |                   |         |
| 12                                                     | Sindrome di Hinamizawa (capitolo: Massacro, parte 7) 「皆殺し編 其の七 雛見沢症候群」 - Minagoroshi-hen sono nana – Hinamizawa shōkōgun | 25 settembre 2007 |         |
| 12                                                     | Rika racconta ai suoi amici i dettagli della sindrome di Hinamizawa, ovvero una malattia i cui sintomi si manifestano quando si cerca di lasciare il villaggio. Rika rivela che la clinica era in realtà una struttura costruita per condurre ricerche sulla malattia, o più specificamente per raccogliere informazioni su come sfruttarla come arma biologica, sponsorizzata da vari legami burocratici collettivamente chiamati "Tokyo". Gli Yamainu si rivelano essere una forza di sicurezza incaricata di mantenere l'assoluta segretezza di tale operazione. Irie si rivela innocente e lavora presso l'istituto con l'intenzione di trovare una cura per la sindrome piuttosto che sviluppare un'arma biologica. Rika rivela che il suo lignaggio familiare è quello della "regina portatrice" che ha soppresso l'insorgenza dei sintomi della sindrome, e quindi è stata presa di mira dai militari. I suoi amici le credono senza esitazione e la polizia si apposta intorno alla residenza di Rika, sotto richiesta di quest'ultima, per fornirle maggiore protezione. Tuttavia le forze militari uccidono Ooishi e il suo assistente alla torre radio. |                   |         |
| 13                                                     | Finale (capitolo: Massacro, parte 8) 「皆殺し編 其の八 終末」 - Minagoroshi-hen sono hachi – Shūmatsu | 1º ottobre 2007   |         |
| 13                                                     | Keiichi, Rena, Mion e Shion lasciano la casa di Rika agli ufficiali per la notte. Mentre Satoko dorme, Rika parla con Hanyū del suo destino. Nel frattempo, i militari mettono fuori combattimento le guardie e si infiltrano nella residenza, ma Rika e Satoko riescono a fuggire. Ad un certo punto vengono messe all'angolo dagli scagnozzi appostati nella foresta, ma Mion, Shion, Rena e Keiichi vengono a salvarle dopo aver saputo che sono in pericolo. I sei ragazzi però non riescono a raggiungere le rispettive famiglie in quanto Takano li ferma e uccide quasi tutti, tranne Rika, che viene portata al santuario, dove viene assassinata. Gli spiriti dei membri del gruppo insieme ad Hanyū, si incontrano e concordano sul fatto che anche Hanyū deve avere la volontà di spezzare questo infinito ciclo della morte. Nel frattempo, gli abitanti del villaggio muoiono soccombendo al gas, mentre un'estatica Takano proclama di essere divenuta Oyashiro. |                   |         |
| Capitolo dell'accompagnamento al festival (11 episodi) | |                   |         |
| 14                                                     | Miyo 34 (capitolo: Andando al festival, parte 1) 「祭囃し編 其の壱 三四」 - Matsuribayashi-hen sono ichi – Miyo | 8 ottobre 2007    |         |
| 14                                                     | In una serie di flashback, i genitori di Takano sono rimasti uccisi in un incidente d'autobus e tutti i suoi parenti sono morti in guerra. Il dottor Hifumi (nonno adottivo di Takano) e le sue ricerche hanno suscitato il suo interesse per i parassiti biologici quando era giovane. Successivamente, Takano viene portata in un orfanotrofio dove lei e i suoi coetanei subiscono abusi verbali e fisici. Stanca di subire maltrattamenti, lei e altre tre bambine fuggono nel corso di una notte e riescono a mettersi in salvo. Anni dopo, Takano continua al ricerca del nonno adottivo, lavorando presso l'istituto come vice di Irie, poi incontra Tomitake. In un ulteriore flashback, Takano chiede a Dio del perché stia soffrendo così tanto in vita sua senza che abbia fatto nulla di male, poi la giovane donna torna con la mente nel presente e si risveglia da questo sogno. Takano scende dal camion e guarda il villaggio proclamando che le sue azioni porteranno avanti il volere di suo nonno. |                   |         |
| 15                                                     | Contorcersi (capitolo: Andando al festival, parte 2) 「祭囃し編 其の弐 蠢き」 - Matsuribayashi-hen sono ni – Ugomeki | 15 ottobre 2007   |         |
| 15                                                     | La storia torna nuovamente ad ambientarsi nel passato di Takano, e qui quest'ultima riesce a contattare Hifumi in una cabina telefonica, mentre scappa dall'orfanotrofio e implora aiuto prima che la chiamata finisca. Takano fu catturata e tornò così all'orfanotrofio, ma fu presto adottata da Hifumi. Takano diventò così la sua assistente con lo scopo di far delle ricerche sulla sindrome in preparazione di una presentazione tra coetanei della medesima disciplina, tra cui spicca un certo Koizumi. La ricerca di Hifumi viene rifiutata e persino derisa dagli intellettuali durante l'esposizione, alimentando la determinazione della giovane Takano a continuarla e fare di suo nonno un "dio". Takano in seguito si è laureata con il massimo dei voti e si è unita a una società intellettuale che poteva sostenere finanziariamente la sua ricerca. Pochi anni dopo, Takano visita il santuario e affronta Hanyū, che è determinata a sfidare il destino del villaggio contro il proprio obiettivo. |                   |         |
| 16                                                     | L'inizio della fine (capitolo: Andando al festival, parte 3) 「祭囃し編 其の参 終わりの始まり」 - Matsuribayashi-hen sono san – Owari no hajimari | 22 ottobre 2007   |         |
| 16                                                     | Vengono mostrati gli eventi dell'incidente della diga, incluso quando la famiglia Houjou si è opposta alla famiglia Sonozaki e ai residenti del villaggio. Viene rivelato che il direttore della costruzione della diga è stato ucciso dai dipendenti quando questi li ha visti bere dopo il lavoro ed è scoppiata una rissa furibonda. Nel frattempo, Takano e Irie conducono delle ricerche sulla sindrome presso l'istituto, ma hanno bisogno di un esemplare vivo per dimostrare il legame tra un parassita e l'insorgenza della sindrome. Alla fine gli operai furono colti dalla psicosi e i due medici deciso di esaminare uno degli operai deceduti, il quale non era altri che il responsabile della morte del capo cantiere. In un altro flashback, Satoshi discute con Irie sul fatto che preferisca che Satoko rimanga alla clinica il più a lungo possibile piuttosto che trascorra il suo tempo con la zia, riuscendo così a togliere una preoccupazione. Durante questi eventi, Hanyū si sente impotente e si scusa, ma anni dopo lei e Rika attendono con impazienza l'arrivo dell'unica persona chiave per porre fine a questa serie di eventi. |                   |         |
| 17                                                     | Strategia (capitolo: Andando al festival, parte 4) 「祭囃し編 其の四 謀略」 - Matsuribayashi-hen sono yon – Bōryaku | 29 ottobre 2007   |         |
| 17                                                     | Per salvare Satoko dall'infezione, Rika si offre come cavia per la ricerca di Irie e Takano, dal momento che lo status di Rika come "regina portatrice" e la sua soppressione della sindrome consente di creare dei farmaci grazie al suo sangue. Takano prepara un piano per coprire la morte per una fuga di gas dei residenti di Hinamizawa come un disastro naturale. Ooishi dice a Irie che Satoko ha inavvertitamente ucciso i suoi genitori spingendoli giù dalla scogliera vicino alla diga. Mentre Rika si trova alla clinica, i suoi genitori si oppongono agli esperimenti praticati sulla figlia, ma Takano li fa uccidere entrambi e sfrutta la maledizione di Oyashiro per coprire l'intera vicenda. A seguito di queste azioni, la clinica rischia la chiusura poiché i trattamenti di cura sono stati sviluppati da Irie per combattere la sindrome e un gruppo di intellettuali non ritiene più opportuno proseguire con gli esperimenti, ma Takano si oppone e vuole portare avanti la ricerca per il bene del suo nonno defunto. Alla fine Takano incontra Nomura che afferma di poterla aiutare a raggiungere il suo obiettivo. |                   |         |
| 18                                                     | Ultima pedina (capitolo: Andando al festival, parte 5) 「祭囃し編 其の伍 最後の駒」 - Matsuribayashi-hen sono go – Saigo no koma | 5 novembre 2007   |         |
| 18                                                     | Ichiro visita un appezzamento di terreno libero in preparazione di trasferire la sua famiglia nel villaggio e incontra Rika e Hanyū, poi si scopre che la madre di Rena ha abbandonato la sua famiglia. Dopo aver acquistato un orsacchiotto, Satoshi soccombe alla sindrome di Hinamizawa e viene mandato in clinica dopo aver ucciso sua zia. Keiichi arriva come nuovo studente a scuola, mentre Rika e Hanyū guardano l'insieme delle vicende, sostenendo che tutti i pezzi si sono uniti per l'imminente lotta contro il destino. |                   |         |
| 19                                                     | Origine (capitolo: Andando al festival, parte 6) 「祭囃し編 其の六 幕開け」 - Matsuribayashi-hen sono roku – Makuake | 12 novembre 2007  |         |
| 19                                                     | Hanyū viene presentata agli altri come una studentessa appena trasferita. Ricorda dell'incontro con Takano e scopre che le sue forze militari sono i colpevoli dell'attacco nel loro paese. Hanyū lo riferisce a Rika, che sembra aver perso i suoi ricordi dal capitolo del massacro. Hanyū rivela anche il suo passato come ex dio della terra locale. Intanto Akasaka torna al villaggio per indagare sulla chiaroveggenza di Rika e il suo legame con la maledizione, e recluta Ooishi. Irie mostra a Rika il "Manuale d'emergenza n. 34", in cui si afferma che la morte improvvisa della "regina portatrice" porterà ad una fuga di gas che ucciderà i cittadini prima che possano soccombere ai sintomi della malattia vera e propria. Rika cerca di comprendere il motivo per cui Takano avrebbe tentato di ucciderla e si fa aiutare dai suoi amici, paragonando la sua situazione alla trama di un manga che sta scrivendo. Mion suggerisce che le fazioni opposte di una società segreta potrebbero contendersi il potere. Nel frattempo, Takano diventa il capo di una nuova struttura di ricerca e rivela il suo piano per sconfiggere la fazione di Koizumi. |                   |         |
| 20                                                     | Trappola (capitolo: Andando al festival, parte 7) 「祭囃し編 其の七 トラップ」 - Matsuribayashi-hen sono nana – Torappu | 19 novembre 2007  |         |
| 20                                                     | Rika, Ooishi e Akasaka vedono Takano come colpevole di ciò che accaduto ad Irie e Tomitake, e alla fine Rika chiede l'aiuto di Tomitake per raccogliere prove incriminanti nell'ombra. Rika dice a Ooishi che la famiglia Sonozaki non è coinvolta negli omicidi in questione e in seguito svela ai suoi amici la verità sulle uccisioni, e riescono a tirarsi su il morale a vicenda per affrontare insieme la forza di volontà di Takano. Rika riflette sul fatto che le sue esperienze nei mondi passati sono state utili dopotutto, poiché sembra che i suoi amici abbiano intrinsecamente imparato dai loro errori. Keiichi e Satoko escogitano un piano per salvare Rika nel tentativo di sfatare la validità del "Manuale di emergenza n. 34". Nel frattempo, Irie è ancora scettico sulle intenzioni di Takano, ma i suoi sospetti vengono confermati quando fa visita ad Akasaka, che si trova nella casa di Rika per sembrare che quest'ultima e Satoko siano nella residenza. Poi Rika e i suoi amici cercano di chiedere l'aiuto di Ooishi per fare un annuncio alla polizia, ma all'inizio l'ispettore è titubante. Tomitake viene a sapere del legame di Takano con Koizumi e degli accordi economici con l'esercito. Irie e Ooishi rimangono sorpresi di scoprire che molti anziani del villaggio hanno messo da parte i rispettivi conflitti che avevano in passato e ora predicano la pace con la famiglia Houjou. Alla fine Ooishi chiede l'aiuto dei suoi amici per occuparsi di Rika. |                   |         |
| 21                                                     | 48 ore (capitolo: Andando al festival, parte 8) 「祭囃し編 其の八 48時間」 - Matsuribayashi-hen sono hachi – Yonjū-hachi jikan | 26 novembre 2007  |         |
| 21                                                     | Ignara del tradimento di Tomitake e Irie, Takano manda avanti il suo piano. Ooishi conferma a Rika e ai suoi amici che il distretto locale è d'accordo per inscenare la morte di Rika, che sarà annunciata all'alba, come parte dell'"Operazione 48 ore". Il giorno successivo, le forze militari di Takano vengono inviate a verificare sulla validità del rapporto che hanno ricevuto. Nel frattempo, Ooishi e i suoi soci hanno a che fare con una spia dell'organizzazione, Otaka, che ha intenzione di venire a indagare sul futuro di Rika. Okonogi si rende conto che sono sotto attacco e così il gruppo tenta di arrestare Tomitake, che riescono a rintracciare come la fonte delle chiamate con l'ufficio investigativo, per impedirgli una fuga di notizie. Otaka arriva al distretto e afferma di avere il sostegno del consigliere, ma quest'ultimo si trova sul posto e respinge tale affermazione. Nel frattempo, Takano viene a conoscenza di ciò che è successo a Rika e diventa sospettosa di Irie, nel mentre il gruppo cattura Tomitake. |                   |         |
| 22                                                     | Attacco e difesa (capitolo: Andando al festival, parte 9) 「祭囃し編 其の九 攻防」 - Matsuribayashi-hen sono kyū – Koubou | 3 dicembre 2007   |         |
| 22                                                     | Quando Tomitake viene mandato alla clinica, Irie fugge dall'edificio. Mentre quest'ultimo si riunisce con Shion e Kasai, guidano inavvertitamente tutti gli altri al nascondiglio di Rika, usando un trasmettitore. Mentre il gruppo arriva alla tenuta e si nasconde nel tunnel, Shion e Kasai fingono di essere privi di sensi. Quando i militari minacciano di buttare di sotto Shion, Rika decide di arrendersi in cambio della sicurezza dei suoi compagni. Prima che Okonogi rompa l'accordo, Akasaka salva Rika, impersonando un soldato e allontanando gli altri. Mentre Keiichi e i suoi amici pianificano il prossimo contrattacco, Irie dice a Shion che Satoshi è vivo e si trova in una stanza segreta della clinica. |                   |         |
| 23                                                     | Battaglia sanguinosa (capitolo: Andando al festival, parte 10) 「祭囃し編 其の拾 血戦」 - Matsuribayashi-hen sono jū – Kessen | 10 dicembre 2007  |         |
| 23                                                     | Takano interroga Tomitake, ma viene informata di Rika e prende il comando del gruppo per catturare gli altri. Quando i soldati arrivano sulle montagne, Satoko prepara varie trappole per rallentarli. Mentre Kasai e Akasaka si infiltrano nella clinica sotterranea, Shion e Irie trovano Satoshi nella cella sperimentale. Nonostante le sue condizioni di salute, il dottore giura di continuare le sue ricerche per salvare Satoshi, poi convince Shion a tenere segreto ciò che le aveva detto. Intanto i soldati vanno in uno stato di disordine quando sentono una voce divina alla radio che apparentemente sta torturando i colleghi, quando poi in realtà sarà tutta una sceneggiata impersonata rispettivamente da Hanyū e Keiichi. Takano tenta di radunare i suoi uomini, mentre Akasaka tenta di raggiungere il luogo cercando di sfondare un camion appostato dai soldati che blocca la strada. |                   |         |
| 24                                                     | Fine (capitolo: Andando al festival, parte 11) 「祭囃し編 其の拾壱 オシマイ」 - Matsuribayashi-hen sono jūichi – Oshimai | 17 dicembre 2007  |         |
| 24                                                     | Akasaka e Tomitake sfondano il blocco e arrivano in città, dove inviano l'unità da combattimento Banken e convincono i soldati di Yamainu ad arrendersi. Dopo aver appreso che Nomura l'ha usata come capro espiatorio, Takano decide di arrendersi e viene mandata alla clinica per curarsi, così Keiichi e i suoi amici partecipano allegramente al festival. Dopo i titoli di coda, Frederica Bernkastel (la rappresentazione della coscienza di tutte le incarnazioni di Rika) cambia il futuro salvando i genitori di Takano. |                   |         |

### Higurashi no naku koro ni rei
| Nº                                         | Titolo italiano (traduzione letterale) Giapponese 「Kanji」 - Rōmaji | Prima edizione   | Prima edizione |
| Nº                                         | Titolo italiano (traduzione letterale) Giapponese 「Kanji」 - Rōmaji | Giapponese       |                |
| Capitolo dell'imbarazzo (1 episodio)       | |                  |                |
| 1                                          | Capitolo dell'imbarazzo 「羞晒し編」 - Hajisarashi-hen | 25 febbraio 2009 |                |
| 1                                          | Dopo aver dimenticato di mettere in valigia il costume da bagno e prima di entrare nel parco acquatico, Keiichi indossa un costume che presenta la magica capacità di attrarre le donne a chi ci scrive il proprio nome sopra. Mion sente da suo zio che Keiichi ha scritto il suo nome sul capo e finirà per innamorarsi di sé stesso. Dopo la maggior parte dei tentativi falliti, le ragazze convincono Tomitake, Ooishi e Irie a togliere il costume a Keiichi. Mentre i tre combattono per accaparrarsi la veste magica, Keiichi completamente nudo si rifiuta di indossare quello di scorta a forma di cigno. |                  |                |
| Capitolo dei dadi che uccidono (3 episodi) | |                  |                |
| 2                                          | Capitolo dei dadi che uccidono, parte 1 「賽殺し編 其の壱」 - Saikoroshi-hen sono ichi | 25 marzo 2009    |                |
| 2                                          | Con il villaggio tornato alla normalità, Rika può finalmente godersi una nuova vita. Un giorno però si trova a fare un giro con i suoi amici in bicicletta e viene apparentemente uccisa da un camion in arrivo. Al suo risveglio si ritrova in una linea temporale alternativa, dove sono completamente assenti Keiichi, Takano, Irie e Hanyū mentre gli altri suoi amici non ricordano gli eventi accaduti nel mondo precedente. Il progetto della diga che minaccia di inondare la città è ancora in corso e nessuna delle tragedie a cui ha assistito innumerevoli volte si è verificata, il che significa che Satoshi e i suoi genitori sono ancora vivi. Per la prima volta nella sua storia, Rika non può tornare alla sua linea temporale. |                  |                |
| 3                                          | Capitolo dei dadi che uccidono, parte 2 「賽殺し編 其の弐」 - Saikoroshi-hen sono ni | 22 maggio 2009   |                |
| 3                                          | Rika entra in contatto con Hanyū, che le dice che per tornare nella precedente realtà, deve disporre di un frammento del mondo che impedisce ad Hanyū di entrare in quello nuovo ed a Rika di reincarnarsi. Il giorno dopo a scuola, Satoko rimprovera Rika per averla guardata, facendole capire ancora di più quanto i suoi rapporti siano diversi in questa realtà, poi si reca al santuario Furude e riesce a parlare nuovamente con Hanyū grazie ad una piccola perla magica e queste le dice che il frammento che sta cercando potrebbe essere non per forza un oggetto ma anche una persona e in tal caso dovrebbe ucciderla. Successivamente sperimenta com'è vivere con la propria madre e inizia a costruire una nuova amicizia con Mion, Rena, Satoshi e Satoko. A questo punto Rika crede che sia tutta una questione di decidere in quale mondo vorrebbe stare, fino a quando sua madre non si rivela come la precedente reincarnazione di Oyashiro.                                                                      |                  |                |
| 4                                          | Capitolo dei dadi che uccidono, parte 3 「賽殺し編 其の参」 - Saikoroshi-hen sono san | 16 giugno 2009   |                |
| 4                                          | Rika è combattuta tra il rimanere in un mondo senza peccato e dove tutti vivono contenti, o uccidere sua madre e tornare in quello vecchio. Tuttavia scopre che non ha molto tempo per agire e così decide di combattere per ciò per cui vuole vivere. Successivamente, si sveglia dal coma nel suo mondo e conversa brevemente con Hanyū se ciò che aveva vissuto fino a quel momento fosse stato un sogno o meno, così come il fatto di aver ucciso la propria madre per riprendere conoscenza, poi i suoi amici vengono a trovarla. Successivamente si scopre che il sogno era stato creato a sua insaputa da Hanyū per insegnarle che le persone hanno bisogno di superare le difficoltà personali per rendere la vita degna di essere vissuta. |                  |                |
| Capitolo di Daybreak (1 episodio)          | |                  |                |
| 5                                          | Capitolo di Daybreak 「昼壊し編」 - Hirukowashi-hen | 21 agosto 2009   |                |
| 5                                          | Rena e Keiichi fanno un picnic nella discarica e la ragazza ingoia involontariamente le "perline d Fuwarazu", quando queste cadono dal cielo e inizia a comportarsi da innamorata. Rika spiega che il sigillo sui magatama è stato rotto, e chi possiede quello rosso si innamorerà ciecamente di chiunque tenga la controparte bianca. Tutti pensano che Rena abbia ingoiato il magatama rosso e si propone di fermarla e trovare quello bianco. L'oggetto però in mano di Tomitake, Takano e Ooishi, ognuno dei quali gradualmente arriva ad accettare il suo amore sotto la maledizione. Mentre Keiichi e Akasaka sconfiggono Rena e Ooishi a mahjong, Ooishi armeggia con il magatama e Keiichi lo ingoia per sbaglio. Rika lo libera dalla maledizione, prima che Keiichi possa cadere sotto il suo potere e Rena torna alla normalità. Quest'ultima è grata per essere stata salvata e svela i suoi sentimenti a Keiichi, anche se non è sicura se ciò sia dovuto al magatama. Alla fine Tomitake e Takano si infatuano di Rena. |                  |                |

### Higurashi no naku koro ni kira
| Nº                                              | Titolo italiano (traduzione letterale) Giapponese 「Kanji」 - Rōmaji | Prima edizione    | Prima edizione |
| Nº                                              | Titolo italiano (traduzione letterale) Giapponese 「Kanji」 - Rōmaji | Giapponese        |                |
| Capitolo della punizione d'amore (1 episodio)   | |                   |                |
| 1                                               | Capitolo della punizione d'amore 「罰恋し編」 - Batsukoishi-hen | 21 luglio 2011    |                |
| 1                                               | L'episodio funge da parodia della prima stagione. Keiichi si ritrova in un'aula della scuola dopo aver perso per l'ennesima volta ad un gioco con le ragazze e come penitenza deve rimanere vestito da poliziotto, ma arrivano Tomitake, Irie e Ooishi che tentano di renderlo un vincente. I quattro iniziano ad immaginarsi varie penitenze particolari verso buona parte dei personaggi femminili e finiscono per fare discorsi perversi. Tuttavia le fantasie piuttosto sviluppate finiscono per rendere Keiichi una vittima di una serie di eventi ai limiti della logica. Alla fine il ragazzo si risveglia su un banco di scuola a tarda sera e scopre che era tutto frutto di un incubo, ma appaiono dinanzi a lui Tomitake, Irie e Ooishi, i quali si propongono di aiutarlo a superare le difficoltà, così Keiichi si lascia andare ad un grido disperato per il ripetersi degli eventi.                                                          |                   |                |
| Capitolo della battaglia demoniaca (1 episodio) | |                   |                |
| 2                                               | Capitolo della battaglia demoniaca 「妖戦し編」 - Ayakashisenshi-hen | 22 settembre 2011 |                |
| 2                                               | In un mondo parallelo, Rika e Satoko diventano ragazze magiche. Dopo una serie di eventi, sconfiggono i quattro generali di Tokyo Magika (Teppei, Takano, Okonogi e Nomura) e spezzano la maledizione. |                   |                |
| Capitolo dell'affinità (1 episodio)             | |                   |                |
| 3                                               | Capitolo dell'affinità 「結縁し編」 - Musubienishi-hen | 23 novembre 2011  |                |
| 3                                               | Si forma un rettangolo d'amore tra Keiichi e le ragazze, le quali provano in più modi a competere per conquistare il suo cuore, ma nessuna di loro sembra prevalere. Alla fine la contesa è fra Mion, Shion e Rena e qui il ragazzo viene bendato e fatto girare in tondo da Rika e Satoko; dopo alcuni giri, il ragazzo si toglie la benda e sceglie inavvertitamente Oryō ed è costretto ad avere un appuntamento con lei. Alla fine Mion chiede a Keiichi se gli piacciono le ragazze forti e questi afferma che non ha importanza come si atteggi una ragazza e che sarà sempre carina quando arrossirà in viso, così Mion gli lancia in bocca il pranzo che aveva preparato e gli fa la linguaccia, sfidandolo a raggiungerla. |                   |                |
| Capitolo dell'apparizione in sogno (1 episodio) | |                   |                |
| 4                                               | Capitolo dell'apparizione in sogno 「夢現し編」 - Yumeutsushi-hen | 25 gennaio 2012   |                |
| 4                                               | Una piccola Rika e Hanyū giocano a nascondino, facendo cadere l'altra Rika in un paradosso temporale e rimanendo intrappolata nel futuro. La Hanyū del presente trova la Rika del passato e ricorda del tempo trascorso giocando insieme a lei, poi si offre di aiutarla a tornare nella sua linea temporale. Porta così la bambina dai suoi amici, i quali si offrono di aiutarla e avviano una spedizione in una foresta. Keiichi e i suoi amici si recano nella periferia di Hinamizawa e trovano un modo per rimandarla indietro nel tempo, ma Hanyū è inizialmente riluttante all'idea, ripensando a quanta sofferenza abbia dovuto sopportare Rika. La piccola Rika però dice ad Hanyū che vuole tornare indietro e lo fa senza indugio. Dopo aver rimandato la sé stessa più giovane nel passato, Rika e Hanyū tornano alla vita di tutti i giorni mentre tutti gli altri dimenticano ciò che è accaduto, credendo sia stato semplicemente un sogno. |                   |                |

### Higurashi no naku koro ni kaku: Outbreak
| Nº | Titolo italiano (traduzione letterale) Giapponese 「Kanji」 - Rōmaji | Prima edizione | Prima edizione |
| Nº | Titolo italiano (traduzione letterale) Giapponese 「Kanji」 - Rōmaji | Giapponese     |                |
| 1  | Higurashi no naku koro ni kaku: Outbreak 「ひぐらしのなく頃に拡 〜アウトブレイク〜」 - Higurashi no naku koro ni kaku: Autobureiku | 15 agosto 2013 |                |
| 1  | Un virus sconosciuto si è diffuso ovunque e i funzionari impongono la quarantena ad Hinamizawa. Quando le forze di sicurezza isolano tutto il villaggio dal resto del mondo, la situazione diventa anormale e la gente del posto si dà la colpa a vicenda. Irie si uccide dopo un tentativo fallito di trovare una cura contro il virus. Alla fine Keiichi e i suoi amici scappano dal villaggio, mentre Rika decide di restare perché vuole vegliare sul paese. |                |                |

### Higurashi no naku koro ni gou
| Nº                                                   | Titolo italiano Giapponese 「Kanji」 - Rōmaji | In onda          | In onda |
| Nº                                                   | Titolo italiano Giapponese 「Kanji」 - Rōmaji | Giapponese       |         |
| Capitolo dell'inganno demoniaco (4 episodi)          | |                  |         |
| 1                                                    | Capitolo dell'inganno demoniaco - parte 1 「鬼騙し編 其の壱」 - Onidamashi-hen sono ichi | 1º ottobre 2020  |         |
| 1                                                    | L'episodio si apre con Keiichi che uccide Rena e Mion con una mazza da baseball. Nel presente, Keiichi e i suoi genitori si sono trasferiti nel villaggio di Hinamizawa, dove trascorre le giornate con le sue amiche e compagne di gioco Rena, Mion, Satoko e Rika. Accompagna Rena a recuperare una statua mascotte di un fast food dal cantiere della diga. Lì, Keiichi incontra Jiro Tomitake, un fotografo naturalista, che racconta a Keiichi di un macabro omicidio e smembramento avvenuto nel cantiere diversi anni prima. Keiichi chiede informazioni a Rena, ma lei nega bruscamente di averne sentito parlare. Il giorno dopo, Rena appare distratta da qualcosa. Keiichi chiede a Mion dell'omicidio e anche lei nega fermamente di averne sentito parlare. Durante la visita al cantiere della diga, Keiichi si imbatte in una vecchia rivista che trattava il caso dell'omicidio, confermando che l'incidente era effettivamente avvenuto. Rena appare alle spalle di Keiichi con una mannaia, mentre Rika osserva la scena da lontano, con gli occhi che emettono un bagliore rosso. |                  |         |
| 2                                                    | Capitolo dell'inganno demoniaco - parte 2 「鬼騙し編 其の弐」 - Onidamashi-hen sono ni | 8 ottobre 2020   |         |
| 2                                                    | Una versione più adulta di Rika si risveglia nel mare dei frammenti dei vari mondi, mentre Hanyū le appare dinanzi. Hanyū dice a Rika che è stata riportata nel giugno 1983 per ragioni sconosciute, il che implica che dovrà rivivere nuovamente il ciclo della morte. Sebbene Rika sia sconvolta, giura di riconquistare il futuro per cui lei e i suoi amici hanno combattuto in passato, armata delle conoscenze acquisite nei mondi precedenti. Rika riapre gli occhi e torna nel luogo in cui ha visto Rena e Keiichi nel cantiere della diga. Keiichi urla per la paura e Rena spiega di aver portato la mannaia per aiutarli a rimuovere le macerie. Il giorno dopo, Rena e Keiichi tornano al cantiere per prendere la statua e Keiichi ha una visione in cui ferisce a morte Rena e Mion con una mazza da baseball. Rena, apparentemente distratta, si procura un telo e una corda per avvolgere la statua e portarla a casa. Keiichi e i suoi amici partecipano al festival annuale del cotone alla deriva (Watanagashi) e assistono a una danza cerimoniale di Rika, mentre Tomitake e Miyo Takano si incontrano. |                  |         |
| 3                                                    | Capitolo dell'inganno demoniaco - parte 3 「鬼騙し編 其の参」 - Onidamashi-hen sono san | 15 ottobre 2020  |         |
| 3                                                    | Alcuni giorni dopo, Keiichi viene interrogato dal detective Kuraudo Ooishi che gli dice che Takano e Tomitake sono scomparsi nel nulla dopo la notte del festival. Ooishi ritiene che la loro scomparsa sia legata a una serie di morti e sparizioni misteriosi, note come "la maledizione di Oyashiro", che si sono verificate ogni anno la notte del festival. Keiichi affronta Rena e suggerisce che lei e Mion gli stanno nascondendo qualcosa. Rena cambia subito atteggiamento e sostiene che anche Keiichi ha dei segreti, citando il fatto che ha nascosto la rivista che trattava l'omicidio e i suoi incontri segreti con Ooishi. Alla sera, Ooishi chiama al telefono Keiichi per raccontargli il passato oscuro di Rena. Dopo la telefonata, arriva il padre di Keiichi, dicendo che Rena è arrivata a casa loro e si è recata fuori dalla stanza di Keiichi pochi minuti dopo l'inizio della telefonata. Keiichi conclude che Rena stava ascoltando la sua conversazione telefonica con Ooishi. |                  |         |
| 4                                                    | Capitolo dell'inganno demoniaco - parte 4 「鬼騙し編 其の四」 - Onidamashi-hen sono shi | 22 ottobre 2020  |         |
| 4                                                    | Keiichi sospetta sempre di più di Rena, ma Rika lo incoraggia a non dubitare dell'amica. Keiichi si sente in colpa e cerca di tornare alla vita di sempre. La sera stessa i suoi genitori lo informano che si sono recati in un'altra città per impegni lavorativi, lasciandolo da solo e Rena viene a preparargli la cena. Mentre cerca di superare i suoi sospetti su Rena, Keiichi ha di nuovo una visione di lui che uccide Rena e Mion. Keiichi si convince che non deve dubitare delle sue amiche e fa entrare Rena. In cucina, Keiichi scopre che il bento che Rena aveva portato contiene delle armi e inizia a ferirsi freneticamente la gola dicendo a Keiichi di essere stata maledetta da Oyashiro. Dichiara che ucciderà Keiichi e scomparirà nel nulla, offrendo i due come sacrificio. Afferra un coltello da cucina e pugnala ripetutamente Keiichi, mentre lui la colpisce a morte con una sveglia per difendersi. Keiichi cade in coma e si risveglia due giorni dopo in un ospedale. Viene a sapere da Mion che Rika e Satoko sono morte, anche se la polizia non è certa che si tratti di un suicidio o di un omicidio. Arriva una strana infermeria che chiede a Keiichi se gli prude il collo. Keiichi allora inizia ad urlare mentre se lo gratta. |                  |         |
| Capitolo dell'inganno del cotone (4 episodi)         | |                  |         |
| 5                                                    | Capitolo dell'inganno del cotone - parte 1 「綿流し編 其の壱」 - Watadamashi-hen sono ichi | 29 ottobre 2020  |         |
| 5                                                    | Due settimane prima, in un reset della linea temporale, Keiichi e le sue amiche partecipano a un torneo di giochi in un negozio di proprietà della famiglia Sonozaki. Come regalo di ringraziamento per aver aumentato i profitti nel negozio, il proprietario regala bambole e pupazzi a tutti tranne che a Mion. Rika suggerisce a Keiichi di dare la sua bambola a Mion, così decide di regalargliela. Più tardi, Keiichi e suo padre pranzo in un maid café, Angel Mort. Lì, Keiichi fa la conoscenza di Shion, sorella gemella di Mion, che scambia inizialmente per lei. In seguito, Shion fa visita a Keiichi per dargli un bento come ringraziamento per aver regalato la sua bambola a Mion. Il giorno dopo, a scuola, Keiichi riconsegna i contenitori del bento a Mion, che appare agitata. Dopo la scuola, Keiichi arriva all'Angel Mort e urta accidentalmente le moto di alcuni delinquenti che si arrabbiano con lui. Tuttavia in suo soccorso arrivano Shion e numerosi passanti, che guardano minacciosamente i tre malavitosi. |                  |         |
| 6                                                    | Capitolo dell'inganno del cotone - parte 2 「綿騙し編 其の弐」 - Watadamashi-hen sono ni | 5 novembre 2020  |         |
| 6                                                    | Dopo aver spaventato i delinquenti, Shion spiega a Keiichi che gli abitanti del villaggio hanno un forte senso della comunità e si uniscono per combattere contro qualsiasi potenziale minaccia per il villaggio. Questo è stato in gran parte favorito durante la "guerra della diga", un conflitto in cui gli abitanti di Hinamizawa si sono uniti per bloccare un progetto di demolizione del villaggio. Shion chiede a Keiichi di comprarle una bambola nella vetrina di un negozio. Una volta entrati, i due si imbattono in Mion, facendo capire a Keiichi che Mion e Shion sono effettivamente gemelle. Più tardi, Keiichi viene a conoscenza della "maledizione di Oyashiro", una serie di omicidi e sparizioni annuali. La notte del festival del cotone alla deriva, Shion convince Keiichi a intrufolarsi in un magazzino proibito con lei, Takano e Tomitake. |                  |         |
| 7                                                    | Capitolo dell'inganno del cotone - parte 3 「綿騙し編 其の参」 - Watadamashi-hen sono san | 12 novembre 2020 |         |
| 7                                                    | All'interno del magazzino, Takano spiega la storia oscura del villaggio e la sua festa annuale. Shion inavvertitamente fa cadere la testa di una statua di Oyashiro. In seguito, Keiichi mente a Rena, Mion e Rika, dicendo di essere rimasto al festival per tutto il tempo e di non aver incontrato Shion. Mentre torna a casa, Keiichi incontra Ooishi che lo interroga su Takano e Tomitake. Keiichi mente e afferma di non averli visti, anche se Ooishi spiega di averli visti insieme a Shion. Shion chiama Keiichi per dirgli che Tomitake e Takano hanno rubato un camion e sono fuggiti insieme dal villaggio. Ritiene che possano essere stati presi di mira come vittime della maledizione di Oyashiro di quest'anno, perché hanno violato il magazzino. Keiichi va nel panico e incolpa Shion di averlo costretto a seguirla. Il giorno dopo vengono a sapere che Kimiyoshi, il sindaco, è scomparso nel nulla. Keiichi confessa a Rika di aver violato il magazzino con Shion, Takano e Tomitake. Rika informa minacciosamente Keiichi che è troppo tardi per fare qualcosa e che lei, Keiichi e quel mondo sono già condannati. |                  |         |
| 8                                                    | Capitolo dell'inganno del cotone - parte 4 「綿騙し編 其の四」 - Watadamashi-hen sono yon | 19 novembre 2020 |         |
| 8                                                    | Rika è scomparsa e Satoko sospetta di Keiichi. Tuttavia, Mion sostiene di aver visto Rika parlare con alcuni uomini in uniforme da cantiere. Mentre cerca Rika, Mion, in preda alla follia, lo informa che crede che dietro la maledizione di Oyashiro ci sia Rika. Più tardi, a casa di Mion, Keiichi confessa quanto accaduto durante il festival. Mion spiega che la maggior parte delle persone lo sa già e pensa che debba essere punito. Mion promette di aiutare Keiichi e lo porta nel bunker sotterraneo della sua famiglia, che un tempo funzionava come camera di tortura per rispettare le rigide leggi religiose del villaggio. Lo rinchiude in un cella, spiegandogli che vuole proteggerlo, gli confessa il suo amore e lo esorta a spiegare che è stato la sua vittima se qualcosa dovesse andare storto. Prende una pistola per combattere alcuni intrusi che hanno fatto irruzione nella sua proprietà e se ne va. Keiichi cerca di evadere, ma sviene dopo aver sbattuto ripetutamente la testa contro una porta rinforzata. Dopo essere stato soccorso e dimesso dall'ospedale, Ooishi informa Keiichi che Oryo Sonozaki, Kimiyoshi e Shion sono stati trovati morti in fondo a un pozzo nel bunker sotterraneo. Anche Rika è stata rinvenuta morte nella latrina della scuola chiusa a chiave, mentre Mion e Satoko sono state trovate morte l'una accanto all'altra nella casa. Keiichi si chiede se Mion lo abbia protetto o se sia stata lei a ucciderli. |                  |         |
| Capitolo dell'inganno vendicativo (5 episodi)        | |                  |         |
| 9                                                    | Capitolo dell'inganno vendicativo - parte 1 「祟騙し編 其の壱」 - Tataridamashi-hen sono ichi | 26 novembre 2020 |         |
| 9                                                    | La linea temporale viene nuovamente riportata a una settimana e mezza prima del festival. In questo mondo, Keiichi scommette con il club di saper cucinare meglio di Satoko. Dopo un tentativo infelice di cucinare alla sera, Satoko e Rika arrivano a casa sua per aiutarlo. Rika dice a Keiichi che Satoko si diverte a cucinare per lui perché le ricorda la cucina di suo fratello maggiore, Satoshi. Keiichi partecipa a una partita di baseball con i membri del club per fare il tifo per Satoko. Quest'ultima vince la partita per la squadra e l'allenatore, Kyousuke Irie, prepara una barbecue celebrativo. Irie informa Keiichi che Satoko ha perso i genitori in un incidente e Satoshi è scappato dal villaggio. Mion spiega che evitano di parlarne perché temono di turbare Satoko. Dice che molti abitanti del villaggio credono che la famiglia di Satoko sia stata maledetta da Oyashiro per aver sostenuto il progetto di costruzione della diga. Nel frattempo, Satoko, sconfortata, viene accompagnata in casa dallo zio violento, Teppei. |                  |         |
| 10                                                   | Capitolo dell'inganno vendicativo - parte 2 「祟騙し編 其の弐」 - Tataridamashi-hen sono ni | 3 dicembre 2020  |         |
| 10                                                   | Keiichi ha un incubo in cui uccide Teppei. A scuola, Rika informa la classe che Satoko arriverà in ritardo. Ooishi interroga Keiichi e lo minaccia quando il ragazzo si rifiuta di rispondere. Irie gli dice che Satoko e Satoshi sono stati maltrattati dagli zii. Satoko arriva a scuola ma decide di tornare a casa prima. Rika spiega che Teppei è tornato e che Satoko vivrà con lui. I membri del club, preoccupati per la sicurezza di satoko, informano la loro insegnante, Chie. Quest'ultima va a fare visita a Satoko, ma viene allontanata da Teppei con una scusa. Chie promette di chiamare i servizi sociali, anche se Mion spiega che questi ultimi non possono intervenire se non hanno prove concrete che Satoko è vittima di abusi. Il giorno dopo, Satoko torna a scuola e nega di essere stata maltrattata. Quando Keiichi cerca di accarezzarle la testa, la ragazza ha un crollo mentale che ricorda il disturbo da stress post-traumatico. |                  |         |
| 11                                                   | Capitolo dell'inganno vendicativo - parte 3 「祟騙し編 其の参」 - Tataridamashi-hen sono san | 10 dicembre 2020 |         |
| 11                                                   | Mentre i membri del club esprimono la loro frustrazione per l'inazione dei servizi sociali, Shion afferma che uccidere Teppei è l'unico modo per salvare Satoko. Keiichi e Rika convincono Shion che si può trovare una soluzione alternativa e decidono di fare visita ai servizi sociali come gruppo. Tuttavia l'incontro non dà i risultati sperati, perciò Keiichi suggerisce di riprovare con un gruppo più numeroso. Dopo aver radunato Chie e il resto della classe, discutono il loro caso con i servizi sociali. Rika è ispirata dalla determinazione di Keiichi e crede di poter cambiare il destino se collaborano tutti insieme. |                  |         |
| 12                                                   | Capitolo dell'inganno vendicativo - parte 4 「祟騙し編 其の四」 - Tataridamashi-hen sono yon | 17 dicembre 2020 |         |
| 12                                                   | Dopo un altro tentativo fallito di protestare fuori dall'edificio dei servizi sociali, Keiichi e gli altri cercano di convincere il sindaco Kimiyoshi e il consiglio del villaggio a sostenere la loro causa. Nonostante le resistenze iniziali, il consiglio del villaggio rimane impressionato dalla determinazione di Keiichi e decide di sostenerlo a patto di ottenere l'approvazione di Oryo Sonozaki, capofamiglia degli Sonozaki. Keiichi e i suoi amici discutono con Oryo per aiutare Satoko, anche se fa parte della famiglia Houjou. Alla fine Oryo accetta di sostenere la loro causa, conquistata dall'audacia di Keiichi. |                  |         |
| 13                                                   | Capitolo dell'inganno vendicativo - parte 5 「祟騙し編 其の伍」 - Tataridamashi-hen sono go | 24 dicembre 2020 |         |
| 13                                                   | Keiichi e i suoi amici si presentano di nuovo davanti all'ufficio dei servizi sociali con il sostegno dei capi villaggio di Hinamizawa. Poiché la pressione su di loro diventa troppo forte da sopportare, i servizi sociali inviano l'assistente del direttore alla residenza degli Houjou, accompagnato da Ooishi. Satoko chiama Keiichi e gli spiega che ha trovato il coraggio di ammettere gli abusi dello zio e che Teppei è stato portato alla stazione di polizia. I due sperano in una vita serena ora che Satoko è libera dallo zio. La sera del festival, Satoko dice a Keiichi che un regalo per lui a casa sua. Quando arrivano, Teppei tende un'imboscata e ferisce Keiichi con un mazza da baseball. Keiichi si vendica e uccide Teppei prima di svenire. Il giorno dopo, Keiichi si risveglia in ospedale e viene interrogato da Kumagai, un collega di Ooishi, riguardo a ciò che è accaduto la notte del festival. Keiichi però fa fatica a ricordare a causa dello shock e Kumagai rinvia l'interrogatorio in modo che possa riprendersi. In seguito, Keiichi si reca nel cortile dell'ospedale, dove viene raggiunto da Rena che gli rivela che Ooishi ha ucciso Rika, Satoko, Mion e Shion la sera del festival. |                  |         |
| Capitolo dell'inganno felino (4 episodi)             | |                  |         |
| 14                                                   | Capitolo dell'inganno felino - parte 1 「猫騙し編 其の壱」 - Nekodamashi-hen sono ichi | 7 gennaio 2021   |         |
| 14                                                   | Ooishi arriva al festival in preda alla follia e uccide diversi abitanti del villaggio sparandogli. Afferra Rika, sostenendo di sapere che c'è lei dietro la maledizione di Oyashiro, e la uccide con una mazza da baseball. Rika si risveglia nel mare dei frammenti, dove Hanyū le dice di aver usato l'ultima parte del suo potere per permettere a Rika di conservare i ricordi delle ore precedenti alla sua morte. Prima di scomparire, Hanyū racconta a Rika di una spada nascosta all'interno della statua di Oyashiro nel magazzino dei Furude che può uccidere i reiteranti che continuano a vivere cicli continui. Avendo perso la speranza, Rika si risveglia in un nuovo mondo e decide di usare la spada per uccidersi e porre fine alle sue sofferenze. Durante la sua solita routine, propone ai suoi amici di giocare a nascondino utilizzando come terreno l'intera Hinamizawa e il loro compito sarà trovarla prima del tramonto. Approfittando del gioco come scusa, Rika arriva al magazzino ma trova solo un frammento della spada. Dopo che i suoi amici la trovano lì, cambia idea e decide di vivere un massimo di altri cinque cicli per cercare di sfuggire al suo destino prima di uccidersi. |                  |         |
| 15                                                   | Capitolo dell'inganno felino - parte 2 「猫騙し編 其の弐」 - Nekodamashi-hen sono ni | 14 gennaio 2021  |         |
| 15                                                   | Rika e i suoi amici continuano con le loro vite nel villaggio. Un giorno, mentre il club impara alcuni trucchi del mahjong con Ooishi, arriva Mamoru Akasaka. Rika chiede ad Akasaka di rimanere a Hinamizawa per tutto il giorno del festival per aiutarla a proteggersi, e lui accetta di rimanere per il suo bene. Qualche tempo dopo, Akasaka viene mostrato mentre accoltella ripetutamente Rika e la tiene in ostaggio, mentre Ooishi cerca di negoziare con la polizia all'esterno. Egli afferma che ci sono dei parassiti all'interno del suo corpo e di quello di Rika e alla fine fa esplodere l'edificio, uccidendo entrambi. In un altro ciclo, Rika viene decapitata da Akane Sonozaki, che spera di porre fine alle tre famiglie che crede siano la causa della maledizione di Oyashiro. Un altro ciclo mostra Kimiyoshi che annega Rika nella palude di Onigafuchi per placare l'ira di Oyashiro. Infine, Rika viene colpita a morte con una mazza da baseball da Keiichi all'Angel Mort. Prima di morire, Rika desidera tornare nel suo dormitorio all'accademia Santa Lucia. |                  |         |
| 16                                                   | Capitolo dell'inganno felino - parte 3 「猫騙し編 其の参」 - Nekodamashi-hen sono san | 21 gennaio 2021  |         |
| 16                                                   | In un altro ciclo, Rika si sveglia e scopre che Satoko le ha aperto l'addome ed esposto gli organi. Mentre Satoko inizia a usare una zappa rituale per fare a pezzi gli organi interni di Rika, spiega di essere stata nominata nuova sacerdotessa di Oyashiro, perché Rika desiderava lasciare il villaggio. Rika riflette sue come ha scelto di lasciare Hinamizawa e di frequentare l'accademia Santa Lucia dopo che lei e i suoi amici hanno sconfitto Takano e suoi soldati. Si rende conto che il villaggio non era così brutto come lo ricordava e si pente del suo desiderio di lasciarlo. Satoko abbraccia Rika e le assicura che Oyashiro la perdonerà, perché ha riconosciuto il suo peccato. La linea temporale si ripristina di nuovo e Rika e Satoko giocano con i loro amici. Il giorno dopo, Rika racconta a Satoko di aver avuto degli incubi in cui veniva punita per aver voluto lasciare il villaggio, ma di essersi resa conto di amare il villaggio e di voler rimanere. Satoko assicura a Rika che non avrà più incubi da ora in poi. I giorni passano e non si verificano tragedie: Rena e Keiichi non diventano paranoici, Shion e Keiichi non entrano di nascosto nel magazzino e Teppei non torna al villaggio. Durante il festival, Rika si imbatte in Tomitake e Takano e questa le dice che vuole parlarle. |                  |         |
| 17                                                   | Capitolo dell'inganno felino - parte 4 「猫騙し編 其の四」 - Nekodamashi-hen sono yon | 28 gennaio 2021  |         |
| 17                                                   | Takano si scusa con Rika, confessando di aver pianificato di uccidere lei e i suoi amici. Tomitake spiega che Takano è stata coinvolta in una cospirazione e ha deciso di fuggire dal villaggio. Dopo che Takano si è consegnata alle autorità e Tomitake ha lasciato il villaggio, Rika inizia a nutrire dei sospetti su quanto sia stato perfetto il ciclo. Si chiede se qualcun altro abbia deciso il suo destino fin dall'inizio. Esprime le sue preoccupazioni a Satoko, che le dice di non preoccuparsi. A scuola, Rika chiede a Rena, Mion e Keiichi di aiutarla a organizzare una festa di compleanno per Satoko. Ognuno di loro fa a turno per dare a Satoko il proprio regalo, prima che Rika riveli finalmente il suo. Quando Satoko vede la scatola contenente il regalo di Rika, sobbalza, riconoscendola come la scatola-trappola di un ciclo precedente. Tuttavia, Rika rivela di aver sostituito il contenuto con un orsacchiotto e si chiede ad alta voce perché Satoko abbia pensato che si trattasse di una trappola. Improvvisamente gli occhi di Satoko si illuminano di rosso, mentre sorride e punta una pistola contro Rika. |                  |         |
| Capitolo della distruzione del villaggio (7 episodi) | |                  |         |
| 18                                                   | Capitolo della distruzione del villaggio - parte 1 「郷壊し編 其の壱」 - Satokowashi-hen sono ichi | 4 febbraio 2021  |         |
| 18                                                   | Dopo aver sconfitto Takano e i Cani Montani (Yamainu), Rika e Satoko tornano alla loro vita di sempre. Nel 1984, Mion si è diplomata e ha lasciato la scuola, Keiichi è diventato presidente del club dei giochi e Irie comunica a Satoko che la sua sindrome di Hinamizawa si è attenuata. Rika, insieme a Kimiyoshi e Oryo, annuncia ufficialmente che non esiste più la maledizione di Oyashiro e che la guerra della diga è terminata. Non temendo più che lasciare il villaggio possa provocare un'epidemia di sindrome di Hinamizawa, Rika decide di frequentare la scuola superiore all'accademia Santa Lucia, lontano dal villaggio. Dice a Satoko che vuole andarci con lei e la ragazza reagisce con sgomento. |                  |         |
| 19                                                   | Capitolo della distruzione del villaggio - parte 2 「郷壊し編 其の弐」 - Satokowashi-hen sono ni | 11 febbraio 2021 |         |
| 19                                                   | Sebbene Satoko sia inizialmente riluttante a unirsi a Rika nello studio per gli esami di ammissione, alla fine riconosce quando sia importante per Rika e inizia a studiare seriamente. Tre anni dopo, Rika e Satoko superano entrambe gli esami di ammissione e vengono ammesse insieme alla Santa Lucia. Rika viene subito notata e apprezzata dalle altre ragazze della scuola, mentre Satoko ha molte più difficoltà a inserirsi nella cultura dell'istituto. Quando i voti di Satoko cominciano a calare, Rika si offre di aiutarla, ma rifiuta perché Satoko non vuole essere giudicata dalle nuove amiche di Rika. Satoko osserva da lontano Rika che si gode il tè e le conversazioni intellettuali con le sue nuove amiche, chiedendosi con rabbia se Rika abbia dimenticato l'importanza della loro amicizia. |                  |         |
| 20                                                   | Capitolo della distruzione del villaggio - parte 3 「郷壊し編 其の参」 - Satokowashi-hen sono san | 18 febbraio 2021 |         |
| 20                                                   | Satoko si confronta con Rika sul suo cambiamento di personalità da quando ha iniziato a frequentare l'accademia Santa Lucia. Rika dice a Satoko di iniziare a comportarsi come una vera studentessa dell'istituto. Satoko tende una trappola a Rika nel tentativo di aiutarla a ricordare le sue precedenti abitudini. Tuttavia, inavvertitamente ferisce una delle amiche di Rika e Satoko viene mandata in una cella all'interno della scuola per diversi giorni. Satoko conclude che Rika deve aver detto a un'insegnante che era stata lei a tendere la trappola e si pente di essere venuta all'accademia. Durante il secondo anno, Rika e Satoko sono invitate a incontrarsi con Mion, Rena e Keiichi alla scuola di Hinamizawa per giocare insieme come un tempo. Quando il resto del gruppo decide di andare a cena all'Angel Mort, Satoko sceglie di fare una passeggiata da sola per il villaggio. Si accorge di quanto il villaggio sia cambiato: la scuola sta per essere demolita e la casa sua e di Rika è crollata durante una nevicata. Satoko sente un suono provenire dalla statua di Oyashiro nel magazzino rituale. Quando tocca la statua, questa si apre e un corno nero cade a terra. Quando Satoko lo tocca, viene trasportata nel mare dei frammenti e viene accolta da una donna alta e cornuta con in mano un khakkhara che sembra riconoscerla. |                  |         |
| 21                                                   | Capitolo della distruzione del villaggio - parte 4 「郷壊し編 其の四」 - Satokowashi-hen sono yon | 25 febbraio 2021 |         |
| 21                                                   | Satoko incontra una misteriosa donna cornuta nel mare dei frammenti. La donna dà a Satoko il potere di viaggiare nel tempo ogni volta che muore, rendendola una reiterata. Satoko si risveglia nel giugno 1983, credendo che la sua esperienza con Rika all'accademia Santa Lucia fosse un sogno. Un anno dopo, Rika chiede a Satoko di frequentare la scuola con lei. La ragazza le dice che non vuole andarci, perché sa che Rika cambierà e la abbandonerà, ma Rika la rassicura, promettendole che terrà fede alla loro amicizia. Diversi anni dopo, Satoko è furiosa per il fatto che la vita al Santa Lucia non sia cambiata rispetto al ciclo precedente. Dopo aver accusato Rika di aver infranto la sua promessa, attiva una trappola, schiacciando e uccidendo entrambe con la caduta di un lampadario. |                  |         |
| 22                                                   | Capitolo della distruzione del villaggio - parte 5 「郷壊し編 其の伍」 - Satokowashi-hen sono go | 4 marzo 2021     |         |
| 22                                                   | Satoko vive diversi cicli, tentanto senza successo di dissuadere Rika dal frequentare l'accademia Santa Lucia. La sacerdotessa del mare dei frammenti spiega che la determinazione di Rika a lasciare il villaggio è il risultato della sua lotta centenaria contro il destino. Mostra a Satoko tutti i mondi precedenti in cui Rika ha viaggiato. Per evitare che Rika lasci il villaggio, Satoko decide di distruggere la sua determinazione intrappolandola nuovamente in un ciclo infinito di tragedie. La sacerdotessa concede a Satoko un altro potente, facendo si che i ricordi di Rika persistano nei cicli, a patto che Satoko muoia poco dopo Rika. |                  |         |
| 23                                                   | Capitolo della distruzione del villaggio - parte 6 「郷壊し編 其の六」 - Satokowashi-hen sono roku | 11 marzo 2021    |         |
| 23                                                   | Dopo aver parlato diverse volte con la sacerdotessa, Satoko le chiede il suo nome e questa le dice di non averne ancora uno e le permette di sceglierlo. Mentre riflette, Satoko finisce involontariamente per chiamarla "Eua", nome che la sacerdotessa gradisce. Eua spiega che, come risultato dei cicli di Satoko, le persone più vicine a lei possono iniziare a sperimentare ricordi di frammenti precedenti. Teppei, lo zio di Satoko, inizia ad avere ricordi dei cicli precedenti in cui muore da solo. Rifiutando di sprecare la sua vita lontano dalla famiglia, cerca di riallacciare i rapporti con Satoko e di proteggerla da alcuni delinquenti che l'avevano presa di mira. Promette di cambiare atteggiamento e di non fare mai più del male a Satoko. Sebbene lei cerchi di fare ammenda con lo zio, è troppo turbata dalle sua azioni passate per farlo e lo rifiuta. Alla fine, Teppei se ne va, sperando di rivedere Satoko in futuro. |                  |         |
| 24                                                   | Capitolo della distruzione del villaggio - parte 7 「郷壊し編 其の七」 - Satokowashi-hen sono nana | 18 marzo 2021    |         |
| 24                                                   | Satoko rivela a Eua la sua intenzione di sfruttare lo zio redento per i suoi scopi futuri. Takano inizia a ricordare di essere morta dopo che i suoi piani sono stati sventati nei cicli precedenti. Apre l'album fotografico del nonno e scopre una lettera che le aveva lasciato. Nella lettera, il nonno di Takano esprime rammarico per il fatto che la nipote abbia dedicato gran parte della sua vita alla sua ricerca e la esorta a vivere la propria vita. Takano decide di costituirsi e di abbandonare l'operazione per uccidere Rika e sterminare il villaggio. Dato che Takano non terrà più Rika intrappolata a Hinamizawa, Eua chiede a Satoko come farà ad assumere il nome di Oyashiro e a lanciare la sua "maledizione" su Rika. Satoko si reca presso la clinica di Irie e ruba dalla valigetta di Takano una fialetta di H-173, un farmaco progettato per indurre i sintomi degli stadi terminali della sindrome di Hinamizawa. Tornata nel mare dei frammenti, Satoko spiega che la fiala le permetterà di controllare il momento in cui si verifica una tragedia. |                  |         |

### Higurashi no naku koro ni sotsu
| Nº                                                       | Titolo italiano (traduzione letterale) Giapponese 「Kanji」 - Rōmaji | In onda           | In onda |
| Nº                                                       | Titolo italiano (traduzione letterale) Giapponese 「Kanji」 - Rōmaji | Giapponese        |         |
| Capitolo della rivelazione dei demoni (3 episodi)        | |                   |         |
| 1                                                        | Capitolo della rivelazione dei demoni - parte 1 「鬼明し編 其の壱」 - Oniakashi-hen sono ichi | 1º luglio 2021    |         |
| 1                                                        | Gli eventi del capitolo dell'inganno demoniaco sono mostrati dal punto di vista di Rena e Satoko. Rena è turbata dall'affetto del padre per Rina Mamiya, una soubrette di un club per gentiluomini frequentato dal padre. A scuola, dopo aver giocato insieme ai suoi amici, Rena si sente stanca e si reca in infermeria. Mentre dorme, Satoko approfitta della situazione per iniettarle l'H-173 in modo da innescare la sindrome di Hinamizawa in stadio terminale. Tornata a casa, Rena scopre che il padre ha speso molto denaro per Rina, traendo i fondi dall'accordo di divorzio con la madre. Rena riflette sul divorzio dei suoi genitori e conclude che non si è impegnata abbastanza per impedirlo e che alcune persone non meritano gentilezza in quanto malvagie. Alla sera si reca in un pub e sente per caso Rina che discute con una collega di come sfruttare il padre di Rena per il proprio tornaconto. Uscita dal locale, Rena inizia a grattarsi il collo e decide di impegnarsi di più per evitare che la sua famiglia si sfasci di nuovo. |                   |         |
| 2                                                        | Capitolo della rivelazione dei demoni - parte 2 「鬼明し編 其の弐」 - Oniakashi-hen sono ni | 2 luglio 2021     |         |
| 2                                                        | Rena acquista alcuni attrezzi in un negozio con lo scopo di uccidere Rina e li colloca nel suo nascondiglio presso il cantiere della diga. Rena conduce Rina al suo nascondiglio, dove la donna fa una richiesta. Essendo figlia di una famiglia monoparentale, prova simpatica per la posizione di Rena e le chiede di parlare con il padre per tenerlo lontano da Rina e dal club per gentiluomini. Rena inizia a strangolarla, dicendo che deve lavorare sodo per garantire la sicurezza della sua famiglia. Rina cerca di fuggire, ma viene uccisa e smembrata da Rena, mentre Satoko osserva la scena da lontano. Il giorno dopo, mentre Rena cerca di nascondere le parti del corpo nel cantiere della diga, arriva Keiichi. Sebbene sia arrivato sperando di aiutare Rena a recuperare una statua mascotte che aveva notato in precedenza, Rena crede che Keiichi l'abbia vista nascondere le parti del corpo. Per assicurarsi che l'omicidio rimanga segreto, tenta di uccidere Keiichi, ma non riesce a trovare un modo per farlo. Mentre torna a casa, Rena viene interrogata da Ooishi riguardo alla sparizione di Rina. |                   |         |
| 3                                                        | Capitolo della rivelazione dei demoni - parte 3 「鬼明し編 其の参」 - Oniakashi-hen sono san | 8 luglio 2021     |         |
| 3                                                        | Rena seppellisce per diversi giorni i sacchi contenenti il corpo smembrato di Rina. Dopo aver visto Keiichi parlare con Ooishi nel cortile della scuola, Rena si convince che Keiichi sia a conoscenza del suo crimine. In seguito si reca a casa del ragazzo e sente Keiichi parlare al telefono con Ooishi del suo passato. Quando la madre di Keiichi lascia la città per un viaggio di lavoro, chiede a Rena di preparare la cena per il figlio. Rena arriva a casa di Keiichi con alcuni attrezzi nascosti nelle scatole della cena. Nonostante l'iniziale esitazione di Keiichi, il ragazzo permette a Rika di entrare in casa sua dopo aver ricordato l'incoraggiamento di Rika a non dubitare delle sue amiche. Rika osserva da lontano, soddisfatta che Keiichi non abbia più paura di Rena, ma incurante di come si sono evoluti gli eventi. Il giorno dopo, Chie informa Rika e i suoi compagni di classe che Keiichi e Rena sono stati trovati privi di sensi della residenza dei Maebara. Sebbene Keiichi sia stato ricoverato in ospedale, Rena è stata dichiarata morta. Rendendosi conto che questo mondo è giunto alla fine, Rika torna a casa e si suicida con un coltello. Qualche tempo dopo, Satoko annuncia che Rika continuerà ad affrontare la maledizione di Oyashiro nei mondi successi finché non si arrenderà. Satoko si uccide a sua volta, mandando lei e Rika in un nuovo frammento. |                   |         |
| Capitolo della rivelazione del cotone (3 episodi)        | |                   |         |
| 4                                                        | Capitolo della rivelazione del cotone - parte 1 「綿明し編 其の壱」 - Wataakashi-hen sono ichi | 15 luglio 2021    |         |
| 4                                                        | Dopo aver visto Rika esprimere la sua continuazione determinazione a sfuggire al suo destino a Hanyū nel mare dei frammenti, Satoko si risveglia insieme a Rika in un nuovo mondo. Avendo bisogno di un'arma del delitto più affidabile, Satoko raggira Teppei, facendogli vincere una grande somma in denaro in un ippodromo e riesce ad ottenere il contatto di un trafficante d'armi. In un flashback di un ciclo precedente, Mion insegna a Satoko come sparare con una pistola e lei si esercita per diversi anni. Nel presente, Satoko acquista una pistola dal trafficante d'armi grazie a una parte del denaro vinto in precedenza. Tempo dopo, i membri del club partecipano a un torneo di giochi in un negozio. Satoko si interroga con Eua su cosa potrebbe accadere se a Mion venisse somministrato l'H-173, non essendo stata colpita dalla sindrome di Hinamizawa in nessun mondo precedente. Quando Keiichi riceve una bambola dal proprietario del negozio, Rika incoraggia Keiichi a regalare la sua bambola a Mion. Alla fine, viene mostrata una siringa abbandonata su un marciapiedi, che conferma che Satoko ha fatto l'iniezione a Mion. |                   |         |
| 5                                                        | Capitolo della rivelazione del cotone - parte 2 「綿明し編 其の弐」 - Wataakashi-hen sono ni | 22 luglio 2021    |         |
| 5                                                        | Mion inizia a provare dei sentimenti romantici per Keiichi. Fingendosi Shion, gli consegna una cena per ringraziarlo di averle regalato la bambola. Una sera, mentre lavora al negozio di giochi dello zio, Mion si imbatte in Keiichi e Shion che sembrano avere un appuntamento. Dopo che Keiichi e Shion se ne vanno insieme, Mion si arrabbia. La sera del festival del cotone alla deriva, Shion e Keiichi si intrufolano nel magazzino dei Furude, mentre Mion si chiede dove siano finiti. Mion inizia a grattarsi il collo, dopo che Satoko suggerisce che i due devono essersi separati dal gruppo per restare da soli. Più tardi, Ooishi informa separatamente il sindaco Kimiyoshi e Shion che Tomitake e Takano hanno rubato un camion e sono fuggiti dal villaggio. Mion sente Shion discutere al telefono con Keiichi della maledizione di Oyashiro. Credendo che Keiichi sia preso di mira a causa di Shion, Mion la sottomette e la uccide accidentalmente. Mion esprime la sua convinzione che i tre capi del villaggio debbano sapere chi è il responsabile che si cela dietro la maledizione prima di rendere inoffensiva Oryo nel sonno. |                   |         |
| 6                                                        | Capitolo della rivelazione del cotone - parte 3 「綿明し編 其の参」 - Wataakashi-hen sono san | 29 luglio 2021    |         |
| 6                                                        | Prima di interrogarla, Mion si rende conto che Oryo è morta. Mion attira Kimiyoshi nella villa dei Sonozaki e lo tortura per ottenere informazioni sulla maledizione di Oyashiro. Tuttavia, Kimiyoshi muore affermando di non sapere chi si cela dietro la maledizione. Il giorno dopo, Mion sente Rika dire a Keiichi che il mondo è "finito" e crede che dietro la maledizione di Oyashiro ci sia Rika. Mion strangola Rika a morte dietro la scuola e getta il suo corpo nella latrina della scuola. All'oscuro di dove si trovi, Satoko si preoccupa, poiché non può recarsi in un nuovo frammento con Rika se non viene confermata la sua morte. Mion invita Keiichi alla villa dei Sonozaki, dove lo conduce in un bunker sotterraneo. Dopo avergli spiegato che sta cercando di proteggerlo, lo rinchiude in una cella. Mion dice a Keiichi che lo ama, prima di andarsene per allontanare Satoko che è arrivata al cancello della villa. Dopo un confronto, Satoko spara a Mion due volte e chiede informazioni riguardo Rika e Mion si vanta di averla uccisa. Sapendo che ora può viaggiare in nuovo frammento con Rika, Satoko uccide Mion e poi se stessa. |                   |         |
| Capitolo della rivelazione della maledizione (5 episodi) | |                   |         |
| 7                                                        | Capitolo della rivelazione della maledizione - parte 1 「祟明し編 其の壱」 - Tatariakashi-hen sono ichi | 5 agosto 2021     |         |
| 7                                                        | Nel mare dei frammenti, Eua rivela a Satoko che se dovesse morire prima di Rika durante un ciclo, Satoko verrebbe inviata in un mondo in cui Rika non è mai nata. In nuovo ciclo, Rika si confida tristemente con Satoko sui suoi "incubi" ricorrenti. Satoko suggerisce che potrebbero essere messaggi di Oyashiro e la incoraggia a rimanere nel villaggio. Più tardi, i membri del club dei giochi partecipano a una partita di baseball che si conclude con una vittoria, quando Satoko batte un fuoricampo. Dopo un barbecue celebrativo, Satoko va a trovare Teppei a Okinomiya. Gli chiede di trasferirsi da lei, spiegandogli che l'intero villaggio la sta maltrattando. Teppei è sopraffatto dall'emozione e accetta di trasferirsi con lei nel villaggio per proteggerla. Alla sera, Satoko comunica a Rika che si trasferirà con Teppei, fingendo impotenza e tristezza per ottenere l'empatia di Rika. Eua assiste allegramente all'inganno di Satoko dal mare dei frammenti e lo trova un ottimo intrattenimento. |                   |         |
| 8                                                        | Capitolo della rivelazione della maledizione - parte 2 「祟明し編 其の弐」 - Tatariakashi-hen sono ni | 12 agosto 2021    |         |
| 8                                                        | Satoko continua a ingannare gli altri, fingendosi vittima di abusi. Chie tenta di visitare la residenza degli Houjou, ma Teppei le dice di lasciare lui e Satoko da soli. Nel mare dei frammenti, Eua osserva Satoko che finge di avere un esaurimento nervoso quando Keiichi cerca di accarezzarle la testa. Gli occhi di Satoko diventano rossi e tornano normali, mentre lei si scusa ripetutamente. Eua dichiara che Satoko è diventata una "strega" e che non è più considerabile un essere umano. |                   |         |
| 9                                                        | Capitolo della rivelazione della maledizione - parte 3 「祟明し編 其の参」 - Tatariakashi-hen sono san | 19 agosto 2021    |         |
| 9                                                        | Satoko lascia la scuola e dice a Teppei di essere vittima di bullismo da parte dell'intero villaggio. I membri del club del gioco iniziano a protestare davanti ai servizi sociali. Volendo proteggere Satoko, Teppei invita Ooishi a casa per spiegare la situazione e ottenere il suo sostegno. Dopo aver addormentato sia Teppei che Ooishi con un narcotico, Satoko inietta l'H-173 al poliziotto. Una volta svegliatosi, Ooishi riconosce che Satoko viene trattata bene e inizia a sospettare che le voci di abusi siano un tentativo di colpire Teppei come vittima della maledizione di Oyashiro. Ooishi decide di fomentare ulteriormente l'odio degli abitanti del villaggio verso Teppei per usarlo come esca e catturare il responsabile della maledizione. Mentre si gratta il collo, Ooishi vandalizza il santuario Furude, facendo ricadere la colpa su Teppei. |                   |         |
| 10                                                       | Capitolo della rivelazione della maledizione - parte 4 「祟明し編 其の四」 - Tatariakashi-hen sono yon | 26 agosto 2021    |         |
| 10                                                       | I manifestanti continuano a negoziare con gli agenti fuori dai servizi sociali. Conoscendo la sua determinazione, Ooishi sospetta che Keiichi sia stato ingannato dai suoi amici e che abbia involontariamente preso parte al bullismo nei confronti di Satoko. Quando la famiglia Sonozaki inizia a fare pressioni sui servizi sociali affinché intervengano, Ooishi si offre di accompagnare un assistente sociale a casa Houjou. Dopo aver capito che Satoko non è vittima di abusi, l'assistente sociale consegna il caso alla polizia su richiesta di Ooishi. Prima di andarsene, Ooishi avverte Teppei che potrebbe essere bersaglio della maledizione. Satoko seda Teppei e chiama Keiichi e Rika, dicendo loro che Teppei è stato arrestato. La sera del festival, Satoko si prepara a sparare a Teppei. Prima di farlo, allontana il braccio e gli dice di scappare. Nel mare dei frammenti, Satoko combatte con una replica di se stessa dagli occhi rossi e le dice che vuole bene a Rika e si rifiuta di uccidere chiunque. La replica afferma di essere la "vera" se stessa e sostiene di agire nel loro interesse. Eua dice a Satoko che porterà via i suoi sentimenti di rimorso e permette alla replica di sparare a quest'ultima. Alla residenza degli Houjou, Satoko spara a Teppei e lo sfigura con una mazza da baseball. |                   |         |
| 11                                                       | Capitolo della rivelazione della maledizione - parte 5 「祟明し編 其の伍」 - Tatariakashi-hen sono go | 2 settembre 2021  |         |
| 11                                                       | Satoko si lava e partecipa al festival con Rika e gli altri. Rika parla con Hanyū di essere finalmente sfuggita al suo destino, senza sapere che la tragedia si è già consumata. Durante la danza di Rika, Satoko attira Keiichi e gli chiede di venire con lei a casa sua. Dopo essere entrata nella stanza vicino al corpo di Teppei, Satoko tende un'imboscata e fa perdere i sensi a Keiichi con una mazza da baseball. Satoko chiama Ooishi, che stava sorvegliando la residenza degli Houjou dall'auto. Ooishi indaga sulla scena e interroga Satoko. Quest'ultima mente sulle circostanze del crimine, sostenendo che Teppei e Keiichi si sono aggrediti a vicenda e che è stata Rika a manovrare tutti. Ooishi, estasiato, dichiara di aver risolto il caso e interrompe il festival con la mazza raccolta sulla scena del crimine. Lì, Ooishi inizia a strangolare Rika e uccide Shion e Mion con la pistola; infine uccide Rika con una mazza. Satoko si intrufola nel festival e annuncia di essere sempre stata lei la mente dietro a tutto, e spara a Ooishi mentre Rena, confusa e inorridita, lo scopre. Satoko spara poi a Rika in testa per confermare con certezza la sua morte, prima di uccidersi. Nel mare dei frammenti, Eua osserva il frammento e ride maniacalmente, mettendo in dubbio le opzioni di Hanyū ora che quest'ultima non può più osservare gli eventi e le vicende del mondo. |                   |         |
| Capitolo dell'intrattenimento degli dei (4 episodi)      | |                   |         |
| 12                                                       | Capitolo dell'intrattenimento degli dei - parte 1 「神楽し編 其の壱」 - Kagurashi-hen sono ichi | 9 settembre 2021  |         |
| 12                                                       | Hanyū ricorda il suo passato e la sua relazione con Rika nel mare dei frammenti. Satoko sente Hanyū parlare a Rika di una spada nascosta all'intero della statua del magazzino rituale che può uccidere i reiteranti. Quando Satoko la ruba, finisce inconsapevolmente per spezzarne parte della lama, che Rika trova in seguito. Mentre Rika viene uccisa ripetutamente nel corso di quattro cicli, Satoko osserva allegramente da lontano. Hanyū appare nel mare dei frammenti e affronta Eua. |                   |         |
| 13                                                       | Capitolo dell'intrattenimento degli dei - parte 2 「神楽し編 其の弐」 - Kagurashi-hen sono ni | 16 settembre 2021 |         |
| 13                                                       | Eua sopraffa Hanyū e la costringe ad assistere alla morte di Rika per mano di Keiichi e Satoko in due frammenti separati. In un nuovo mondo, Rika dice a Satoko che ha deciso di rimanere a Hinamizawa e scopre che per diverse settimane non si verificano tragedie. Mentre compra un regalo per il compleanno di Satoko, Rika inizia a ricordare frammenti di una sua morte precedente. Mette il regalo di Satoko in una scatola che era stata usata per uno scherzo in un ciclo precedente. Quando Satoko vede la scatola, si abbassa istintivamente, facendo capire accidentalmente che ha preservato i suoi ricordi dai frammenti precedenti. Rika ricorda della scena in cui Satoko le spara e uccide Ooishi, confermando che Satoko è la causa delle sue ripetute morti. Rendendosi conto che la sua copertura è saltata, Satoko sorride e estrae la pistola. |                   |         |
| 14                                                       | Capitolo dell'intrattenimento degli dei - parte 3 「神楽し編 其の参」 - Kagurashi-hen sono san | 23 settembre 2021 |         |
| 14                                                       | Satoko uccide se stessa e Rika, lasciando i compagni di classe inorriditi e sconvolti. Le due iniziano a combattere tra loro in numerosi cicli di Hinamizawa e dell'accademia Santa Lucia, incolpandosi delle circostanze attuali. Dopo aver unito accidentalmente tutti i pezzi della spada, Rika la recupera da Satoko e ribalta la situazione a suo favore. Nel frattempo, nel mare dei frammenti, Hanyū si libera e cerca di fermare Eua, ma viene immobilizzata dal suo khakkhara. |                   |         |
| 15                                                       | Capitolo dell'intrattenimento degli dei - parte 4 「神楽し編 其の四」 - Kagurashi-hen sono yon | 30 settembre 2021 |         |
| 15                                                       | Rika getta la spada nel fiume e dice a Satoko che non potrebbe vivere in un mondo senza di lei. Mentre continuano a combattere, la spada appare per miracolo nel mare dei frammenti e viene brandita da Hanyū. Sconfigge Eua, spezzando il suo corno e trasformandola in una giovane ragazza. Eua assiste al miracolo, ma le dice che il portale tra i mondi si aprirà e la avverte che un giorno il mondo sarà suo, quindi se ne va dal mare dei frammenti. Satoko e Rika giacciono insieme sulla riva di un fiume, esauste, prima di essere trovate dai loro amici. Le due raccontano di aver litigato e di aver quasi messo fine alla loro amicizia. Rena, Mion e Keiichi dicono loro che possono rimanere amiche, anche se non sono insieme. Rendendosi conto dell'importanza dell'amicizia, Satoko e Rika si tengono per mano. La linea temporale salta alla primavera del 1987, dove Rika decide di andare all'accademia Santa Lucia da sola, mentre Satoko rimane al villaggio con tutti gli altri. Prima di partire, Rika e Satoko si promettono di vedersi presto e sostengono che, in quanto reiteranti le cui vite sono eterne, hanno bisogno di un po' di tempo per rafforzare la loro eterna amicizia. Satoshi si sveglia nel seminterrato della clinica, confermando di essere finalmente guarito dalla sindrome di Hinamizawa. Nel frattempo, la Satoko strega trova la sua nuova vita noiosa e decide di restituire il controllo completo alla Satoko originale. Alla fine, Hanyū si trova seduta nei pressi del santuario e osserva tutti i presenti che proseguono pacificamente la loro vita. |                   |         |